# Liste des planètes mineures non numérotées découvertes en octobre 2021
Pour un article plus général, voir Liste des planètes mineures non numérotées découvertes en 2021.
Pour un article plus général, voir Liste des planètes mineures.
Cet article dresse la liste des planètes mineures (astéroïdes, centaures, objets transneptuniens et assimilés) non numérotées découvertes en octobre 2021 dans l'ordre de leur découverte.
Au 15 janvier 2025, 661 077 des 1 434 993 planètes mineures répertoriées par le Centre des planètes mineures ne sont pas encore numérotées, soit 46,07 %.

## Rappel concernant la désignation provisoire
La désignation provisoire indique l'ordre de découverte de ces objets. En effet, cette désignation est composée de l'année de découverte (par exemple 2021) suivie de la quinzaine (demi-mois) de découverte (p.e. A = 1-15 janvier) puis de l'ordre de découverte dans cette quinzaine. Cet ordre est indiqué par une lettre et éventuellement un chiffre comme suit : A pour la première découverte, B pour la deuxième, ..., Z pour la 25e (le I n'est pas utilisé pour éviter la confusion avec 1), A1 pour la 26e, B1 pour la 27e, etc. , Z1 pour la 50e, A2 pour la 51e, B2 pour la 52e, etc. L'ordre de la numérotation ne suit donc pas l'ordre alphanumérique. 2021 AA1 suit ainsi 2021 AZ et précède 2021 AB1.

## Liste

### Du1erau 15 octobre 2021
- 2021 TB
- 2021 TC
- 2021 TD
- 2021 TE
- 2021 TF
- 2021 TG
- 2021 TH
- 2021 TJ
- 2021 TK
- 2021 TL
- 2021 TM
- 2021 TN
- 2021 TO
- 2021 TR
- 2021 TS
- 2021 TT
- 2021 TU
- 2021 TV
- 2021 TW
- 2021 TX
- 2021 TY
- 2021 TZ
- 2021 TA1
- 2021 TB1
- 2021 TC1
- 2021 TD1
- 2021 TE1
- 2021 TF1
- 2021 TG1
- 2021 TH1
- 2021 TJ1
- 2021 TK1
- 2021 TL1
- 2021 TN1
- 2021 TO1
- 2021 TP1
- 2021 TQ1
- 2021 TR1
- 2021 TS1
- 2021 TT1
- 2021 TU1
- 2021 TV1
- 2021 TW1
- 2021 TX1
- 2021 TY1
- 2021 TZ1
- 2021 TA2
- 2021 TB2
- 2021 TC2
- 2021 TD2
- 2021 TE2
- 2021 TF2
- 2021 TG2
- 2021 TH2
- 2021 TJ2
- 2021 TK2
- 2021 TL2
- 2021 TM2
- 2021 TN2
- 2021 TO2
- 2021 TP2
- 2021 TQ2
- 2021 TR2
- 2021 TS2
- 2021 TT2
- 2021 TU2
- 2021 TV2
- 2021 TW2
- 2021 TX2
- 2021 TY2
- 2021 TZ2
- 2021 TA3
- 2021 TB3
- 2021 TC3
- 2021 TD3
- 2021 TE3
- 2021 TF3
- 2021 TG3
- 2021 TH3
- 2021 TJ3
- 2021 TK3
- 2021 TL3
- 2021 TM3
- 2021 TN3
- 2021 TO3
- 2021 TP3
- 2021 TQ3
- 2021 TR3
- 2021 TS3
- 2021 TT3
- 2021 TU3
- 2021 TV3
- 2021 TW3
- 2021 TX3
- 2021 TY3
- 2021 TA4
- 2021 TB4
- 2021 TC4
- 2021 TD4
- 2021 TE4
- 2021 TF4
- 2021 TG4
- 2021 TH4
- 2021 TJ4
- 2021 TK4
- 2021 TM4
- 2021 TN4
- 2021 TO4
- 2021 TP4
- 2021 TQ4
- 2021 TR4
- 2021 TS4
- 2021 TT4
- 2021 TU4
- 2021 TV4
- 2021 TW4
- 2021 TX4
- 2021 TA5
- 2021 TB5
- 2021 TC5
- 2021 TD5
- 2021 TF5
- 2021 TH5
- 2021 TK5
- 2021 TL5
- 2021 TM5
- 2021 TN5
- 2021 TO5
- 2021 TQ5
- 2021 TR5
- 2021 TS5
- 2021 TU5
- 2021 TV5
- 2021 TX5
- 2021 TY5
- 2021 TZ5
- 2021 TA6
- 2021 TB6
- 2021 TC6
- 2021 TE6
- 2021 TF6
- 2021 TG6
- 2021 TH6
- 2021 TJ6
- 2021 TK6
- 2021 TL6
- 2021 TM6
- 2021 TN6
- 2021 TO6
- 2021 TP6
- 2021 TQ6
- 2021 TR6
- 2021 TS6
- 2021 TT6
- 2021 TU6
- 2021 TV6
- 2021 TW6
- 2021 TY6
- 2021 TZ6
- 2021 TB7
- 2021 TC7
- 2021 TD7
- 2021 TE7
- 2021 TF7
- 2021 TG7
- 2021 TH7
- 2021 TK7
- 2021 TL7
- 2021 TM7
- 2021 TN7
- 2021 TO7
- 2021 TP7
- 2021 TS7
- 2021 TT7
- 2021 TU7
- 2021 TV7
- 2021 TW7
- 2021 TX7
- 2021 TY7
- 2021 TZ7
- 2021 TA8
- 2021 TC8
- 2021 TE8
- 2021 TF8
- 2021 TG8
- 2021 TH8
- 2021 TJ8
- 2021 TK8
- 2021 TL8
- 2021 TM8
- 2021 TN8
- 2021 TO8
- 2021 TP8
- 2021 TQ8
- 2021 TR8
- 2021 TS8
- 2021 TT8
- 2021 TV8
- 2021 TW8
- 2021 TX8
- 2021 TZ8
- 2021 TA9
- 2021 TC9
- 2021 TD9
- 2021 TE9
- 2021 TF9
- 2021 TG9
- 2021 TH9
- 2021 TJ9
- 2021 TK9
- 2021 TL9
- 2021 TN9
- 2021 TO9
- 2021 TP9
- 2021 TQ9
- 2021 TR9
- 2021 TS9
- 2021 TT9
- 2021 TV9
- 2021 TW9
- 2021 TX9
- 2021 TY9
- 2021 TA10
- 2021 TB10
- 2021 TC10
- 2021 TD10
- 2021 TE10
- 2021 TF10
- 2021 TG10
- 2021 TH10
- 2021 TJ10
- 2021 TK10
- 2021 TL10
- 2021 TM10
- 2021 TN10
- 2021 TO10
- 2021 TP10
- 2021 TQ10
- 2021 TR10
- 2021 TS10
- 2021 TT10
- 2021 TU10
- 2021 TV10
- 2021 TW10
- 2021 TX10
- 2021 TY10
- 2021 TZ10
- 2021 TA11
- 2021 TB11
- 2021 TE11
- 2021 TF11
- 2021 TG11
- 2021 TH11
- 2021 TJ11
- 2021 TK11
- 2021 TL11
- 2021 TN11
- 2021 TO11
- 2021 TP11
- 2021 TQ11
- 2021 TR11
- 2021 TS11
- 2021 TT11
- 2021 TU11
- 2021 TV11
- 2021 TW11
- 2021 TA12
- 2021 TB12
- 2021 TC12
- 2021 TD12
- 2021 TE12
- 2021 TF12
- 2021 TG12
- 2021 TH12
- 2021 TJ12
- 2021 TK12
- 2021 TL12
- 2021 TM12
- 2021 TN12
- 2021 TO12
- 2021 TP12
- 2021 TR12
- 2021 TS12
- 2021 TU12
- 2021 TV12
- 2021 TW12
- 2021 TX12
- 2021 TY12
- 2021 TZ12
- 2021 TA13
- 2021 TB13
- 2021 TC13
- 2021 TD13
- 2021 TE13
- 2021 TF13
- 2021 TG13
- 2021 TH13
- 2021 TJ13
- 2021 TK13
- 2021 TL13
- 2021 TM13
- 2021 TN13
- 2021 TP13
- 2021 TQ13
- 2021 TT13
- 2021 TU13
- 2021 TV13
- 2021 TW13
- 2021 TX13
- 2021 TZ13
- 2021 TA14
- 2021 TB14
- 2021 TC14
- 2021 TE14
- 2021 TF14
- 2021 TG14
- 2021 TH14
- 2021 TJ14
- 2021 TK14
- 2021 TL14
- 2021 TM14
- 2021 TN14
- 2021 TO14
- 2021 TP14
- 2021 TQ14
- 2021 TR14
- 2021 TU14
- 2021 TW14
- 2021 TX14
- 2021 TY14
- 2021 TZ14
- 2021 TA15
- 2021 TB15
- 2021 TC15
- 2021 TF15
- 2021 TG15
- 2021 TH15
- 2021 TJ15
- 2021 TK15
- 2021 TL15
- 2021 TM15
- 2021 TO15
- 2021 TP15
- 2021 TQ15
- 2021 TR15
- 2021 TS15
- 2021 TT15
- 2021 TU15
- 2021 TW15
- 2021 TX15
- 2021 TY15
- 2021 TZ15
- 2021 TA16
- 2021 TB16
- 2021 TC16
- 2021 TD16
- 2021 TE16
- 2021 TG16
- 2021 TH16
- 2021 TJ16
- 2021 TK16
- 2021 TL16
- 2021 TM16
- 2021 TN16
- 2021 TO16
- 2021 TP16
- 2021 TQ16
- 2021 TS16
- 2021 TU16
- 2021 TV16
- 2021 TW16
- 2021 TX16
- 2021 TY16
- 2021 TZ16
- 2021 TA17
- 2021 TB17
- 2021 TC17
- 2021 TD17
- 2021 TE17
- 2021 TF17
- 2021 TG17
- 2021 TH17
- 2021 TJ17
- 2021 TK17
- 2021 TL17
- 2021 TM17
- 2021 TN17
- 2021 TO17
- 2021 TP17
- 2021 TQ17
- 2021 TS17
- 2021 TU17
- 2021 TV17
- 2021 TW17
- 2021 TX17
- 2021 TZ17
- 2021 TA18
- 2021 TB18
- 2021 TC18
- 2021 TE18
- 2021 TF18
- 2021 TG18
- 2021 TH18
- 2021 TJ18
- 2021 TL18
- 2021 TO18
- 2021 TQ18
- 2021 TR18
- 2021 TS18
- 2021 TT18
- 2021 TU18
- 2021 TX18
- 2021 TY18
- 2021 TZ18
- 2021 TA19
- 2021 TB19
- 2021 TD19
- 2021 TG19
- 2021 TH19
- 2021 TJ19
- 2021 TL19
- 2021 TM19
- 2021 TN19
- 2021 TP19
- 2021 TQ19
- 2021 TU19
- 2021 TV19
- 2021 TW19
- 2021 TX19
- 2021 TY19
- 2021 TZ19
- 2021 TA20
- 2021 TB20
- 2021 TC20
- 2021 TE20
- 2021 TG20
- 2021 TH20
- 2021 TJ20
- 2021 TK20
- 2021 TL20
- 2021 TM20
- 2021 TO20
- 2021 TP20
- 2021 TS20
- 2021 TT20
- 2021 TW20
- 2021 TX20
- 2021 TY20
- 2021 TZ20
- 2021 TA21
- 2021 TC21
- 2021 TD21
- 2021 TE21
- 2021 TF21
- 2021 TG21
- 2021 TH21
- 2021 TJ21
- 2021 TK21
- 2021 TL21
- 2021 TM21
- 2021 TN21
- 2021 TO21
- 2021 TP21
- 2021 TQ21
- 2021 TR21
- 2021 TS21
- 2021 TT21
- 2021 TU21
- 2021 TV21
- 2021 TW21
- 2021 TX21
- 2021 TY21
- 2021 TZ21
- 2021 TA22
- 2021 TB22
- 2021 TD22
- 2021 TE22
- 2021 TF22
- 2021 TH22
- 2021 TJ22
- 2021 TK22
- 2021 TL22
- 2021 TM22
- 2021 TN22
- 2021 TO22
- 2021 TQ22
- 2021 TS22
- 2021 TT22
- 2021 TU22
- 2021 TW22
- 2021 TY22
- 2021 TZ22
- 2021 TA23
- 2021 TB23
- 2021 TC23
- 2021 TE23
- 2021 TF23
- 2021 TG23
- 2021 TH23
- 2021 TK23
- 2021 TL23
- 2021 TM23
- 2021 TN23
- 2021 TO23
- 2021 TP23
- 2021 TQ23
- 2021 TT23
- 2021 TU23
- 2021 TW23
- 2021 TX23
- 2021 TY23
- 2021 TZ23
- 2021 TA24
- 2021 TB24
- 2021 TD24
- 2021 TF24
- 2021 TG24
- 2021 TH24
- 2021 TJ24
- 2021 TL24
- 2021 TM24
- 2021 TN24
- 2021 TO24
- 2021 TQ24
- 2021 TR24
- 2021 TS24
- 2021 TT24
- 2021 TU24
- 2021 TV24
- 2021 TW24
- 2021 TX24
- 2021 TY24
- 2021 TZ24
- 2021 TB25
- 2021 TC25
- 2021 TD25
- 2021 TE25
- 2021 TF25
- 2021 TG25
- 2021 TH25
- 2021 TJ25
- 2021 TK25
- 2021 TL25
- 2021 TM25
- 2021 TN25
- 2021 TO25
- 2021 TP25
- 2021 TQ25
- 2021 TS25
- 2021 TT25
- 2021 TU25
- 2021 TV25
- 2021 TW25
- 2021 TX25
- 2021 TY25
- 2021 TZ25
- 2021 TA26
- 2021 TB26
- 2021 TC26
- 2021 TD26
- 2021 TE26
- 2021 TF26
- 2021 TG26
- 2021 TJ26
- 2021 TK26
- 2021 TL26
- 2021 TN26
- 2021 TO26
- 2021 TP26
- 2021 TQ26
- 2021 TS26
- 2021 TT26
- 2021 TV26
- 2021 TW26
- 2021 TX26
- 2021 TY26
- 2021 TZ26
- 2021 TA27
- 2021 TB27
- 2021 TC27
- 2021 TD27
- 2021 TE27
- 2021 TF27
- 2021 TG27
- 2021 TJ27
- 2021 TK27
- 2021 TL27
- 2021 TM27
- 2021 TN27
- 2021 TO27
- 2021 TP27
- 2021 TR27
- 2021 TS27
- 2021 TT27
- 2021 TU27
- 2021 TV27
- 2021 TW27
- 2021 TA28
- 2021 TB28
- 2021 TC28
- 2021 TD28
- 2021 TE28
- 2021 TF28
- 2021 TG28
- 2021 TK28
- 2021 TL28
- 2021 TM28
- 2021 TO28
- 2021 TP28
- 2021 TQ28
- 2021 TS28
- 2021 TT28
- 2021 TV28
- 2021 TW28
- 2021 TX28
- 2021 TZ28
- 2021 TA29
- 2021 TC29
- 2021 TD29
- 2021 TE29
- 2021 TF29
- 2021 TG29
- 2021 TH29
- 2021 TJ29
- 2021 TK29
- 2021 TL29
- 2021 TM29
- 2021 TN29
- 2021 TP29
- 2021 TQ29
- 2021 TS29
- 2021 TT29
- 2021 TU29
- 2021 TW29
- 2021 TY29
- 2021 TZ29
- 2021 TE30
- 2021 TF30
- 2021 TG30
- 2021 TJ30
- 2021 TL30
- 2021 TN30
- 2021 TO30
- 2021 TP30
- 2021 TR30
- 2021 TS30
- 2021 TT30
- 2021 TU30
- 2021 TV30
- 2021 TW30
- 2021 TX30
- 2021 TY30
- 2021 TA31
- 2021 TB31
- 2021 TC31
- 2021 TD31
- 2021 TE31
- 2021 TF31
- 2021 TH31
- 2021 TJ31
- 2021 TM31
- 2021 TN31
- 2021 TO31
- 2021 TR31
- 2021 TS31
- 2021 TT31
- 2021 TV31
- 2021 TW31
- 2021 TX31
- 2021 TZ31
- 2021 TA32
- 2021 TB32
- 2021 TC32
- 2021 TD32
- 2021 TE32
- 2021 TG32
- 2021 TJ32
- 2021 TL32
- 2021 TN32
- 2021 TO32
- 2021 TP32
- 2021 TQ32
- 2021 TU32
- 2021 TW32
- 2021 TX32
- 2021 TZ32
- 2021 TA33
- 2021 TB33
- 2021 TE33
- 2021 TG33
- 2021 TL33
- 2021 TM33
- 2021 TN33
- 2021 TO33
- 2021 TP33
- 2021 TQ33
- 2021 TR33
- 2021 TS33
- 2021 TU33
- 2021 TW33
- 2021 TX33
- 2021 TY33
- 2021 TZ33
- 2021 TA34
- 2021 TB34
- 2021 TC34
- 2021 TD34
- 2021 TE34
- 2021 TF34
- 2021 TG34
- 2021 TH34
- 2021 TJ34
- 2021 TK34
- 2021 TL34
- 2021 TN34
- 2021 TO34
- 2021 TP34
- 2021 TQ34
- 2021 TR34
- 2021 TS34
- 2021 TV34
- 2021 TX34
- 2021 TZ34
- 2021 TB35
- 2021 TC35
- 2021 TD35
- 2021 TE35
- 2021 TF35
- 2021 TH35
- 2021 TJ35
- 2021 TK35
- 2021 TL35
- 2021 TM35
- 2021 TN35
- 2021 TO35
- 2021 TP35
- 2021 TQ35
- 2021 TR35
- 2021 TS35
- 2021 TT35
- 2021 TU35
- 2021 TV35
- 2021 TX35
- 2021 TY35
- 2021 TZ35
- 2021 TA36
- 2021 TB36
- 2021 TC36
- 2021 TD36
- 2021 TE36
- 2021 TF36
- 2021 TG36
- 2021 TJ36
- 2021 TP36
- 2021 TQ36
- 2021 TR36
- 2021 TS36
- 2021 TT36
- 2021 TU36
- 2021 TV36
- 2021 TW36
- 2021 TX36
- 2021 TY36
- 2021 TA37
- 2021 TB37
- 2021 TC37
- 2021 TD37
- 2021 TE37
- 2021 TG37
- 2021 TH37
- 2021 TJ37
- 2021 TK37
- 2021 TL37
- 2021 TM37
- 2021 TO37
- 2021 TP37
- 2021 TQ37
- 2021 TT37
- 2021 TU37
- 2021 TV37
- 2021 TX37
- 2021 TY37
- 2021 TA38
- 2021 TC38
- 2021 TE38
- 2021 TH38
- 2021 TK38
- 2021 TL38
- 2021 TM38
- 2021 TO38
- 2021 TP38
- 2021 TR38
- 2021 TS38
- 2021 TT38
- 2021 TV38
- 2021 TW38
- 2021 TX38
- 2021 TY38
- 2021 TZ38
- 2021 TA39
- 2021 TB39
- 2021 TC39
- 2021 TD39
- 2021 TE39
- 2021 TG39
- 2021 TH39
- 2021 TJ39
- 2021 TK39
- 2021 TL39
- 2021 TM39
- 2021 TO39
- 2021 TP39
- 2021 TQ39
- 2021 TR39
- 2021 TS39
- 2021 TU39
- 2021 TV39
- 2021 TX39
- 2021 TY39
- 2021 TZ39
- 2021 TA40
- 2021 TB40
- 2021 TC40
- 2021 TD40
- 2021 TE40
- 2021 TF40
- 2021 TG40
- 2021 TH40
- 2021 TJ40
- 2021 TK40
- 2021 TL40
- 2021 TM40
- 2021 TN40
- 2021 TO40
- 2021 TP40
- 2021 TQ40
- 2021 TR40
- 2021 TS40
- 2021 TT40
- 2021 TU40
- 2021 TV40
- 2021 TX40
- 2021 TY40
- 2021 TZ40
- 2021 TA41
- 2021 TB41
- 2021 TC41
- 2021 TD41
- 2021 TE41
- 2021 TF41
- 2021 TG41
- 2021 TH41
- 2021 TJ41
- 2021 TK41
- 2021 TN41
- 2021 TO41
- 2021 TP41
- 2021 TQ41
- 2021 TR41
- 2021 TS41
- 2021 TT41
- 2021 TV41
- 2021 TW41
- 2021 TX41
- 2021 TY41
- 2021 TA42
- 2021 TB42
- 2021 TC42
- 2021 TD42
- 2021 TE42
- 2021 TF42
- 2021 TH42
- 2021 TJ42
- 2021 TK42
- 2021 TL42
- 2021 TM42
- 2021 TN42
- 2021 TP42
- 2021 TQ42
- 2021 TR42
- 2021 TS42
- 2021 TU42
- 2021 TX42
- 2021 TY42
- 2021 TZ42
- 2021 TB43
- 2021 TC43
- 2021 TD43
- 2021 TE43
- 2021 TF43
- 2021 TG43
- 2021 TH43
- 2021 TJ43
- 2021 TL43
- 2021 TM43
- 2021 TN43
- 2021 TO43
- 2021 TP43
- 2021 TR43
- 2021 TS43
- 2021 TU43
- 2021 TV43
- 2021 TW43
- 2021 TX43
- 2021 TY43
- 2021 TZ43
- 2021 TA44
- 2021 TB44
- 2021 TC44
- 2021 TF44
- 2021 TG44
- 2021 TH44
- 2021 TJ44
- 2021 TK44
- 2021 TL44
- 2021 TM44
- 2021 TN44
- 2021 TP44
- 2021 TQ44
- 2021 TR44
- 2021 TS44
- 2021 TT44
- 2021 TU44
- 2021 TV44
- 2021 TW44
- 2021 TX44
- 2021 TZ44
- 2021 TA45
- 2021 TB45
- 2021 TC45
- 2021 TD45
- 2021 TE45
- 2021 TF45
- 2021 TH45
- 2021 TJ45
- 2021 TK45
- 2021 TL45
- 2021 TM45
- 2021 TN45
- 2021 TO45
- 2021 TP45
- 2021 TQ45
- 2021 TT45
- 2021 TU45
- 2021 TW45
- 2021 TX45
- 2021 TY45
- 2021 TZ45
- 2021 TB46
- 2021 TD46
- 2021 TE46
- 2021 TF46
- 2021 TG46
- 2021 TJ46
- 2021 TK46
- 2021 TM46
- 2021 TN46
- 2021 TO46
- 2021 TP46
- 2021 TQ46
- 2021 TR46
- 2021 TS46
- 2021 TT46
- 2021 TU46
- 2021 TV46
- 2021 TW46
- 2021 TX46
- 2021 TY46
- 2021 TA47
- 2021 TB47
- 2021 TC47
- 2021 TD47
- 2021 TG47
- 2021 TH47
- 2021 TK47
- 2021 TM47
- 2021 TN47
- 2021 TP47
- 2021 TQ47
- 2021 TR47
- 2021 TS47
- 2021 TT47
- 2021 TU47
- 2021 TV47
- 2021 TW47
- 2021 TX47
- 2021 TZ47
- 2021 TA48
- 2021 TB48
- 2021 TC48
- 2021 TD48
- 2021 TE48
- 2021 TF48
- 2021 TG48
- 2021 TJ48
- 2021 TK48
- 2021 TL48
- 2021 TM48
- 2021 TN48
- 2021 TO48
- 2021 TP48
- 2021 TQ48
- 2021 TR48
- 2021 TS48
- 2021 TT48
- 2021 TV48
- 2021 TX48
- 2021 TY48
- 2021 TZ48
- 2021 TA49
- 2021 TB49
- 2021 TD49
- 2021 TE49
- 2021 TF49
- 2021 TG49
- 2021 TH49
- 2021 TJ49
- 2021 TM49
- 2021 TN49
- 2021 TO49
- 2021 TP49
- 2021 TR49
- 2021 TS49
- 2021 TT49
- 2021 TU49
- 2021 TW49
- 2021 TX49
- 2021 TY49
- 2021 TZ49
- 2021 TA50
- 2021 TB50
- 2021 TC50
- 2021 TD50
- 2021 TE50
- 2021 TF50
- 2021 TG50
- 2021 TH50
- 2021 TJ50
- 2021 TK50
- 2021 TL50
- 2021 TM50
- 2021 TN50
- 2021 TO50
- 2021 TP50
- 2021 TR50
- 2021 TS50
- 2021 TT50
- 2021 TU50
- 2021 TV50
- 2021 TX50
- 2021 TY50
- 2021 TZ50
- 2021 TA51
- 2021 TD51
- 2021 TE51
- 2021 TF51
- 2021 TG51
- 2021 TH51
- 2021 TJ51
- 2021 TK51
- 2021 TM51
- 2021 TN51
- 2021 TO51
- 2021 TP51
- 2021 TQ51
- 2021 TR51
- 2021 TS51
- 2021 TT51
- 2021 TU51
- 2021 TV51
- 2021 TW51
- 2021 TX51
- 2021 TY51
- 2021 TZ51
- 2021 TA52
- 2021 TB52
- 2021 TC52
- 2021 TD52
- 2021 TF52
- 2021 TG52
- 2021 TK52
- 2021 TM52
- 2021 TN52
- 2021 TO52
- 2021 TP52
- 2021 TQ52
- 2021 TR52
- 2021 TS52
- 2021 TT52
- 2021 TU52
- 2021 TV52
- 2021 TW52
- 2021 TX52
- 2021 TZ52
- 2021 TA53
- 2021 TB53
- 2021 TD53
- 2021 TG53
- 2021 TH53
- 2021 TJ53
- 2021 TK53
- 2021 TL53
- 2021 TM53
- 2021 TO53
- 2021 TQ53
- 2021 TR53
- 2021 TT53
- 2021 TU53
- 2021 TV53
- 2021 TW53
- 2021 TX53
- 2021 TY53
- 2021 TZ53
- 2021 TA54
- 2021 TB54
- 2021 TC54
- 2021 TD54
- 2021 TF54
- 2021 TH54
- 2021 TJ54
- 2021 TL54
- 2021 TP54
- 2021 TQ54
- 2021 TR54
- 2021 TS54
- 2021 TT54
- 2021 TU54
- 2021 TV54
- 2021 TW54
- 2021 TX54
- 2021 TY54
- 2021 TZ54
- 2021 TA55
- 2021 TB55
- 2021 TD55
- 2021 TE55
- 2021 TF55
- 2021 TH55
- 2021 TJ55
- 2021 TK55
- 2021 TL55
- 2021 TM55
- 2021 TN55
- 2021 TO55
- 2021 TP55
- 2021 TQ55
- 2021 TS55
- 2021 TT55
- 2021 TU55
- 2021 TX55
- 2021 TY55
- 2021 TZ55
- 2021 TA56
- 2021 TB56
- 2021 TC56
- 2021 TD56
- 2021 TF56
- 2021 TG56
- 2021 TH56
- 2021 TJ56
- 2021 TK56
- 2021 TL56
- 2021 TM56
- 2021 TO56
- 2021 TP56
- 2021 TQ56
- 2021 TR56
- 2021 TS56
- 2021 TV56
- 2021 TW56
- 2021 TX56
- 2021 TZ56
- 2021 TA57
- 2021 TB57
- 2021 TC57
- 2021 TD57
- 2021 TE57
- 2021 TF57
- 2021 TG57
- 2021 TH57
- 2021 TJ57
- 2021 TK57
- 2021 TL57
- 2021 TM57
- 2021 TN57
- 2021 TO57
- 2021 TP57
- 2021 TS57
- 2021 TT57
- 2021 TU57
- 2021 TV57
- 2021 TW57
- 2021 TX57
- 2021 TY57
- 2021 TC58
- 2021 TE58
- 2021 TG58
- 2021 TH58
- 2021 TJ58
- 2021 TK58
- 2021 TL58
- 2021 TM58
- 2021 TN58
- 2021 TS58
- 2021 TT58
- 2021 TV58
- 2021 TW58
- 2021 TX58
- 2021 TY58
- 2021 TZ58
- 2021 TA59
- 2021 TB59
- 2021 TC59
- 2021 TE59
- 2021 TG59
- 2021 TH59
- 2021 TJ59
- 2021 TL59
- 2021 TM59
- 2021 TO59
- 2021 TP59
- 2021 TQ59
- 2021 TR59
- 2021 TS59
- 2021 TT59
- 2021 TU59
- 2021 TV59
- 2021 TW59
- 2021 TX59
- 2021 TY59
- 2021 TZ59
- 2021 TA60
- 2021 TB60
- 2021 TC60
- 2021 TD60
- 2021 TF60
- 2021 TG60
- 2021 TJ60
- 2021 TK60
- 2021 TL60
- 2021 TM60
- 2021 TN60
- 2021 TO60
- 2021 TP60
- 2021 TQ60
- 2021 TR60
- 2021 TS60
- 2021 TU60
- 2021 TW60
- 2021 TX60
- 2021 TY60
- 2021 TZ60
- 2021 TA61
- 2021 TB61
- 2021 TC61
- 2021 TD61
- 2021 TF61
- 2021 TG61
- 2021 TJ61
- 2021 TL61
- 2021 TN61
- 2021 TO61
- 2021 TR61
- 2021 TS61
- 2021 TU61
- 2021 TV61
- 2021 TY61
- 2021 TZ61
- 2021 TC62
- 2021 TE62
- 2021 TF62
- 2021 TG62
- 2021 TH62
- 2021 TJ62
- 2021 TK62
- 2021 TL62
- 2021 TM62
- 2021 TN62
- 2021 TO62
- 2021 TP62
- 2021 TQ62
- 2021 TT62
- 2021 TV62
- 2021 TW62
- 2021 TZ62
- 2021 TB63
- 2021 TC63
- 2021 TD63
- 2021 TE63
- 2021 TF63
- 2021 TG63
- 2021 TH63
- 2021 TJ63
- 2021 TK63
- 2021 TL63
- 2021 TM63
- 2021 TN63
- 2021 TO63
- 2021 TP63
- 2021 TQ63
- 2021 TT63
- 2021 TU63
- 2021 TW63
- 2021 TX63
- 2021 TY63
- 2021 TZ63
- 2021 TA64
- 2021 TB64
- 2021 TC64
- 2021 TE64
- 2021 TF64
- 2021 TG64
- 2021 TH64
- 2021 TJ64
- 2021 TK64
- 2021 TL64
- 2021 TN64
- 2021 TO64
- 2021 TP64
- 2021 TQ64
- 2021 TR64
- 2021 TS64
- 2021 TT64
- 2021 TV64
- 2021 TW64
- 2021 TY64
- 2021 TZ64
- 2021 TA65
- 2021 TB65
- 2021 TC65
- 2021 TD65
- 2021 TE65
- 2021 TF65
- 2021 TG65
- 2021 TH65
- 2021 TJ65
- 2021 TL65
- 2021 TM65
- 2021 TN65
- 2021 TO65
- 2021 TP65
- 2021 TQ65
- 2021 TR65
- 2021 TS65
- 2021 TT65
- 2021 TU65
- 2021 TV65
- 2021 TX65
- 2021 TY65
- 2021 TZ65
- 2021 TA66
- 2021 TC66
- 2021 TD66
- 2021 TF66
- 2021 TG66
- 2021 TH66
- 2021 TJ66
- 2021 TK66
- 2021 TL66
- 2021 TM66
- 2021 TN66
- 2021 TO66
- 2021 TP66
- 2021 TQ66
- 2021 TR66
- 2021 TS66
- 2021 TT66
- 2021 TU66
- 2021 TV66
- 2021 TW66
- 2021 TX66
- 2021 TY66
- 2021 TZ66
- 2021 TA67
- 2021 TC67
- 2021 TD67
- 2021 TE67
- 2021 TF67
- 2021 TG67
- 2021 TH67
- 2021 TJ67
- 2021 TK67
- 2021 TM67
- 2021 TN67
- 2021 TO67
- 2021 TP67
- 2021 TQ67
- 2021 TR67
- 2021 TS67
- 2021 TT67
- 2021 TU67
- 2021 TV67
- 2021 TW67
- 2021 TX67
- 2021 TY67
- 2021 TZ67
- 2021 TB68
- 2021 TC68
- 2021 TE68
- 2021 TF68
- 2021 TG68
- 2021 TH68
- 2021 TJ68
- 2021 TK68
- 2021 TL68
- 2021 TN68
- 2021 TO68
- 2021 TP68
- 2021 TQ68
- 2021 TT68
- 2021 TU68
- 2021 TV68
- 2021 TW68
- 2021 TX68
- 2021 TZ68
- 2021 TA69
- 2021 TB69
- 2021 TC69
- 2021 TD69
- 2021 TE69
- 2021 TF69
- 2021 TG69
- 2021 TH69
- 2021 TJ69
- 2021 TK69
- 2021 TL69
- 2021 TM69
- 2021 TN69
- 2021 TO69
- 2021 TP69
- 2021 TQ69
- 2021 TR69
- 2021 TS69
- 2021 TT69
- 2021 TU69
- 2021 TV69
- 2021 TW69
- 2021 TX69
- 2021 TY69
- 2021 TZ69
- 2021 TA70
- 2021 TB70
- 2021 TC70
- 2021 TE70
- 2021 TF70
- 2021 TG70
- 2021 TH70
- 2021 TK70
- 2021 TL70
- 2021 TM70
- 2021 TO70
- 2021 TP70
- 2021 TQ70
- 2021 TR70
- 2021 TT70
- 2021 TU70
- 2021 TV70
- 2021 TW70
- 2021 TX70
- 2021 TY70
- 2021 TZ70
- 2021 TA71
- 2021 TB71
- 2021 TC71
- 2021 TE71
- 2021 TF71
- 2021 TG71
- 2021 TH71
- 2021 TJ71
- 2021 TK71
- 2021 TL71
- 2021 TN71
- 2021 TO71
- 2021 TP71
- 2021 TQ71
- 2021 TR71
- 2021 TS71
- 2021 TT71
- 2021 TU71
- 2021 TV71
- 2021 TW71
- 2021 TX71
- 2021 TY71
- 2021 TZ71
- 2021 TB72
- 2021 TD72
- 2021 TE72
- 2021 TF72
- 2021 TG72
- 2021 TH72
- 2021 TK72
- 2021 TL72
- 2021 TM72
- 2021 TN72
- 2021 TP72
- 2021 TQ72
- 2021 TR72
- 2021 TS72
- 2021 TT72
- 2021 TU72
- 2021 TV72
- 2021 TW72
- 2021 TX72
- 2021 TY72
- 2021 TZ72
- 2021 TA73
- 2021 TB73
- 2021 TC73
- 2021 TD73
- 2021 TE73
- 2021 TG73
- 2021 TH73
- 2021 TJ73
- 2021 TK73
- 2021 TL73
- 2021 TM73
- 2021 TN73
- 2021 TO73
- 2021 TP73
- 2021 TQ73
- 2021 TR73
- 2021 TS73
- 2021 TT73
- 2021 TU73
- 2021 TV73
- 2021 TW73
- 2021 TX73
- 2021 TZ73
- 2021 TA74
- 2021 TB74
- 2021 TC74
- 2021 TD74
- 2021 TE74
- 2021 TF74
- 2021 TH74
- 2021 TJ74
- 2021 TK74
- 2021 TL74
- 2021 TM74
- 2021 TN74
- 2021 TP74
- 2021 TQ74
- 2021 TR74
- 2021 TS74
- 2021 TT74
- 2021 TV74
- 2021 TW74
- 2021 TX74
- 2021 TY74
- 2021 TZ74
- 2021 TB75
- 2021 TF75
- 2021 TG75
- 2021 TH75
- 2021 TL75
- 2021 TM75
- 2021 TN75
- 2021 TO75
- 2021 TQ75
- 2021 TR75
- 2021 TS75
- 2021 TT75
- 2021 TU75
- 2021 TV75
- 2021 TW75
- 2021 TX75
- 2021 TY75
- 2021 TZ75
- 2021 TA76
- 2021 TB76
- 2021 TC76
- 2021 TD76
- 2021 TF76
- 2021 TH76
- 2021 TJ76
- 2021 TK76
- 2021 TL76
- 2021 TM76
- 2021 TN76
- 2021 TO76
- 2021 TP76
- 2021 TR76
- 2021 TS76
- 2021 TU76
- 2021 TV76
- 2021 TW76
- 2021 TY76
- 2021 TZ76
- 2021 TA77
- 2021 TB77
- 2021 TC77
- 2021 TE77
- 2021 TF77
- 2021 TG77
- 2021 TL77
- 2021 TM77
- 2021 TO77
- 2021 TP77
- 2021 TQ77
- 2021 TS77
- 2021 TU77
- 2021 TV77
- 2021 TW77
- 2021 TX77
- 2021 TY77
- 2021 TZ77
- 2021 TA78
- 2021 TB78
- 2021 TC78
- 2021 TD78
- 2021 TE78
- 2021 TF78
- 2021 TG78
- 2021 TJ78
- 2021 TK78
- 2021 TL78
- 2021 TM78
- 2021 TN78
- 2021 TO78
- 2021 TP78
- 2021 TQ78
- 2021 TR78
- 2021 TT78
- 2021 TU78
- 2021 TV78
- 2021 TX78
- 2021 TY78
- 2021 TZ78
- 2021 TA79
- 2021 TB79
- 2021 TC79
- 2021 TD79
- 2021 TE79
- 2021 TF79
- 2021 TG79
- 2021 TH79
- 2021 TJ79
- 2021 TL79
- 2021 TN79
- 2021 TO79
- 2021 TP79
- 2021 TQ79
- 2021 TR79
- 2021 TS79
- 2021 TV79
- 2021 TW79
- 2021 TX79
- 2021 TY79
- 2021 TZ79
- 2021 TA80
- 2021 TC80
- 2021 TD80
- 2021 TF80
- 2021 TG80
- 2021 TH80
- 2021 TJ80
- 2021 TK80
- 2021 TL80
- 2021 TM80
- 2021 TN80
- 2021 TO80
- 2021 TQ80
- 2021 TS80
- 2021 TT80
- 2021 TU80
- 2021 TV80
- 2021 TW80
- 2021 TX80
- 2021 TY80
- 2021 TZ80
- 2021 TA81
- 2021 TB81
- 2021 TC81
- 2021 TE81
- 2021 TF81
- 2021 TG81
- 2021 TH81
- 2021 TJ81
- 2021 TK81
- 2021 TL81
- 2021 TM81
- 2021 TN81
- 2021 TO81
- 2021 TP81
- 2021 TQ81
- 2021 TS81
- 2021 TT81
- 2021 TU81
- 2021 TV81
- 2021 TX81
- 2021 TZ81
- 2021 TA82
- 2021 TB82
- 2021 TC82
- 2021 TD82
- 2021 TE82
- 2021 TF82
- 2021 TG82
- 2021 TH82
- 2021 TK82
- 2021 TL82
- 2021 TM82
- 2021 TN82
- 2021 TO82
- 2021 TQ82
- 2021 TR82
- 2021 TS82
- 2021 TT82
- 2021 TU82
- 2021 TV82
- 2021 TW82
- 2021 TY82
- 2021 TZ82
- 2021 TA83
- 2021 TB83
- 2021 TE83
- 2021 TF83
- 2021 TH83
- 2021 TJ83
- 2021 TK83
- 2021 TL83
- 2021 TM83
- 2021 TN83
- 2021 TO83
- 2021 TP83
- 2021 TQ83
- 2021 TR83
- 2021 TS83
- 2021 TT83
- 2021 TV83
- 2021 TW83
- 2021 TX83
- 2021 TY83
- 2021 TZ83
- 2021 TA84
- 2021 TB84
- 2021 TC84
- 2021 TD84
- 2021 TE84
- 2021 TF84
- 2021 TG84
- 2021 TH84
- 2021 TJ84
- 2021 TM84
- 2021 TO84
- 2021 TP84
- 2021 TQ84
- 2021 TR84
- 2021 TS84
- 2021 TT84
- 2021 TU84
- 2021 TV84
- 2021 TW84
- 2021 TY84
- 2021 TZ84
- 2021 TA85
- 2021 TB85
- 2021 TC85
- 2021 TD85
- 2021 TF85
- 2021 TG85
- 2021 TH85
- 2021 TJ85
- 2021 TK85
- 2021 TL85
- 2021 TM85
- 2021 TN85
- 2021 TO85
- 2021 TP85
- 2021 TQ85
- 2021 TR85
- 2021 TS85
- 2021 TT85
- 2021 TU85
- 2021 TW85
- 2021 TY85
- 2021 TZ85
- 2021 TA86
- 2021 TB86
- 2021 TC86
- 2021 TD86
- 2021 TE86
- 2021 TF86
- 2021 TG86
- 2021 TH86
- 2021 TJ86
- 2021 TK86
- 2021 TL86
- 2021 TM86
- 2021 TN86
- 2021 TO86
- 2021 TP86
- 2021 TQ86
- 2021 TR86
- 2021 TS86
- 2021 TU86
- 2021 TV86
- 2021 TW86
- 2021 TX86
- 2021 TY86
- 2021 TZ86
- 2021 TA87
- 2021 TB87
- 2021 TD87
- 2021 TE87
- 2021 TF87
- 2021 TG87
- 2021 TH87
- 2021 TJ87
- 2021 TK87
- 2021 TL87
- 2021 TM87
- 2021 TN87
- 2021 TO87
- 2021 TP87
- 2021 TQ87
- 2021 TR87
- 2021 TS87
- 2021 TT87
- 2021 TU87
- 2021 TV87
- 2021 TW87
- 2021 TX87
- 2021 TY87
- 2021 TZ87
- 2021 TA88
- 2021 TB88
- 2021 TD88
- 2021 TE88
- 2021 TF88
- 2021 TG88
- 2021 TJ88
- 2021 TK88
- 2021 TL88
- 2021 TM88
- 2021 TO88
- 2021 TQ88
- 2021 TR88
- 2021 TS88
- 2021 TT88
- 2021 TU88
- 2021 TV88
- 2021 TW88
- 2021 TX88
- 2021 TY88
- 2021 TZ88
- 2021 TB89
- 2021 TC89
- 2021 TD89
- 2021 TE89
- 2021 TF89
- 2021 TG89
- 2021 TH89
- 2021 TJ89
- 2021 TK89
- 2021 TL89
- 2021 TM89
- 2021 TN89
- 2021 TO89
- 2021 TP89
- 2021 TQ89
- 2021 TR89
- 2021 TS89
- 2021 TT89
- 2021 TU89
- 2021 TV89
- 2021 TW89
- 2021 TX89
- 2021 TY89
- 2021 TZ89
- 2021 TA90
- 2021 TB90
- 2021 TC90
- 2021 TD90
- 2021 TE90
- 2021 TF90
- 2021 TG90
- 2021 TH90
- 2021 TJ90
- 2021 TK90
- 2021 TL90
- 2021 TM90
- 2021 TN90
- 2021 TO90
- 2021 TP90
- 2021 TQ90
- 2021 TR90
- 2021 TS90
- 2021 TT90
- 2021 TU90
- 2021 TV90
- 2021 TX90
- 2021 TY90
- 2021 TZ90
- 2021 TA91
- 2021 TB91
- 2021 TC91
- 2021 TD91
- 2021 TE91
- 2021 TF91
- 2021 TG91
- 2021 TH91
- 2021 TJ91
- 2021 TK91
- 2021 TL91
- 2021 TM91
- 2021 TN91
- 2021 TO91
- 2021 TP91
- 2021 TQ91
- 2021 TR91
- 2021 TS91
- 2021 TT91
- 2021 TU91
- 2021 TV91
- 2021 TW91
- 2021 TX91
- 2021 TY91
- 2021 TZ91
- 2021 TA92
- 2021 TB92
- 2021 TC92
- 2021 TD92
- 2021 TE92
- 2021 TF92
- 2021 TG92
- 2021 TH92
- 2021 TJ92
- 2021 TK92
- 2021 TL92
- 2021 TM92
- 2021 TN92
- 2021 TP92
- 2021 TQ92
- 2021 TR92
- 2021 TS92
- 2021 TT92
- 2021 TU92
- 2021 TV92
- 2021 TX92
- 2021 TY92
- 2021 TZ92
- 2021 TA93
- 2021 TB93
- 2021 TC93
- 2021 TD93
- 2021 TE93
- 2021 TF93
- 2021 TG93
- 2021 TJ93
- 2021 TK93
- 2021 TM93
- 2021 TN93
- 2021 TO93
- 2021 TP93
- 2021 TQ93
- 2021 TR93
- 2021 TS93
- 2021 TT93
- 2021 TU93
- 2021 TV93
- 2021 TY93
- 2021 TZ93
- 2021 TC94
- 2021 TD94
- 2021 TE94
- 2021 TF94
- 2021 TG94
- 2021 TH94
- 2021 TJ94
- 2021 TK94
- 2021 TL94
- 2021 TM94
- 2021 TN94
- 2021 TO94
- 2021 TP94
- 2021 TQ94
- 2021 TR94
- 2021 TS94
- 2021 TT94
- 2021 TU94
- 2021 TV94
- 2021 TX94
- 2021 TZ94
- 2021 TA95
- 2021 TB95
- 2021 TC95
- 2021 TD95
- 2021 TE95
- 2021 TF95
- 2021 TG95
- 2021 TH95
- 2021 TK95
- 2021 TL95
- 2021 TM95
- 2021 TN95
- 2021 TO95
- 2021 TP95
- 2021 TQ95
- 2021 TR95
- 2021 TS95
- 2021 TT95
- 2021 TU95
- 2021 TV95
- 2021 TW95
- 2021 TX95
- 2021 TY95
- 2021 TZ95
- 2021 TA96
- 2021 TB96
- 2021 TD96
- 2021 TF96
- 2021 TG96
- 2021 TH96
- 2021 TJ96
- 2021 TK96
- 2021 TL96
- 2021 TM96
- 2021 TO96
- 2021 TP96
- 2021 TQ96
- 2021 TR96
- 2021 TS96
- 2021 TU96
- 2021 TV96
- 2021 TW96
- 2021 TX96
- 2021 TY96
- 2021 TZ96
- 2021 TA97
- 2021 TB97
- 2021 TC97
- 2021 TD97
- 2021 TE97
- 2021 TF97
- 2021 TG97
- 2021 TH97
- 2021 TJ97
- 2021 TK97
- 2021 TL97
- 2021 TM97
- 2021 TN97
- 2021 TP97
- 2021 TQ97
- 2021 TR97
- 2021 TS97
- 2021 TT97
- 2021 TU97
- 2021 TV97
- 2021 TW97
- 2021 TX97
- 2021 TY97
- 2021 TZ97
- 2021 TA98
- 2021 TB98
- 2021 TC98
- 2021 TD98
- 2021 TE98
- 2021 TG98
- 2021 TH98
- 2021 TJ98
- 2021 TK98
- 2021 TL98
- 2021 TN98
- 2021 TO98
- 2021 TP98
- 2021 TR98
- 2021 TS98
- 2021 TT98
- 2021 TU98
- 2021 TV98
- 2021 TY98
- 2021 TZ98
- 2021 TA99
- 2021 TB99
- 2021 TC99
- 2021 TD99
- 2021 TE99
- 2021 TF99
- 2021 TG99
- 2021 TH99
- 2021 TJ99
- 2021 TK99
- 2021 TM99
- 2021 TN99
- 2021 TP99
- 2021 TQ99
- 2021 TS99
- 2021 TT99
- 2021 TU99
- 2021 TV99
- 2021 TW99
- 2021 TX99
- 2021 TY99
- 2021 TZ99
- 2021 TA100
- 2021 TB100
- 2021 TD100
- 2021 TE100
- 2021 TF100
- 2021 TG100
- 2021 TK100
- 2021 TL100
- 2021 TM100
- 2021 TN100
- 2021 TO100
- 2021 TP100
- 2021 TR100
- 2021 TS100
- 2021 TT100
- 2021 TU100
- 2021 TW100
- 2021 TX100
- 2021 TY100
- 2021 TZ100
- 2021 TA101
- 2021 TB101
- 2021 TC101
- 2021 TD101
- 2021 TE101
- 2021 TF101
- 2021 TG101
- 2021 TH101
- 2021 TJ101
- 2021 TK101
- 2021 TL101
- 2021 TM101
- 2021 TN101
- 2021 TO101
- 2021 TQ101
- 2021 TR101
- 2021 TS101
- 2021 TT101
- 2021 TU101
- 2021 TV101
- 2021 TW101
- 2021 TY101
- 2021 TA102
- 2021 TB102
- 2021 TC102
- 2021 TD102
- 2021 TE102
- 2021 TF102
- 2021 TG102
- 2021 TH102
- 2021 TK102
- 2021 TL102
- 2021 TM102
- 2021 TN102
- 2021 TP102
- 2021 TQ102
- 2021 TR102
- 2021 TS102
- 2021 TT102
- 2021 TU102
- 2021 TV102
- 2021 TW102
- 2021 TX102
- 2021 TY102
- 2021 TZ102
- 2021 TA103
- 2021 TB103
- 2021 TC103
- 2021 TD103
- 2021 TE103
- 2021 TF103
- 2021 TG103
- 2021 TH103
- 2021 TJ103
- 2021 TK103
- 2021 TL103
- 2021 TN103
- 2021 TO103
- 2021 TP103
- 2021 TQ103
- 2021 TR103
- 2021 TS103
- 2021 TT103
- 2021 TU103
- 2021 TV103
- 2021 TW103
- 2021 TX103
- 2021 TY103
- 2021 TZ103
- 2021 TA104
- 2021 TB104
- 2021 TC104
- 2021 TD104
- 2021 TE104
- 2021 TF104
- 2021 TH104
- 2021 TJ104
- 2021 TK104
- 2021 TL104
- 2021 TM104
- 2021 TN104
- 2021 TO104
- 2021 TP104
- 2021 TQ104
- 2021 TR104
- 2021 TS104
- 2021 TT104
- 2021 TU104
- 2021 TV104
- 2021 TW104
- 2021 TX104
- 2021 TY104
- 2021 TZ104
- 2021 TA105
- 2021 TB105
- 2021 TC105
- 2021 TE105
- 2021 TF105
- 2021 TG105
- 2021 TH105
- 2021 TJ105
- 2021 TK105
- 2021 TL105
- 2021 TM105
- 2021 TN105
- 2021 TO105
- 2021 TP105
- 2021 TQ105
- 2021 TR105
- 2021 TS105
- 2021 TU105
- 2021 TV105
- 2021 TX105
- 2021 TY105
- 2021 TA106
- 2021 TB106
- 2021 TC106
- 2021 TD106
- 2021 TE106
- 2021 TF106
- 2021 TG106
- 2021 TH106
- 2021 TJ106
- 2021 TK106
- 2021 TL106
- 2021 TM106
- 2021 TN106
- 2021 TO106
- 2021 TP106
- 2021 TQ106
- 2021 TR106
- 2021 TS106
- 2021 TT106
- 2021 TU106
- 2021 TV106
- 2021 TW106
- 2021 TY106
- 2021 TZ106
- 2021 TA107
- 2021 TB107
- 2021 TC107
- 2021 TD107
- 2021 TF107
- 2021 TG107
- 2021 TH107
- 2021 TJ107
- 2021 TK107
- 2021 TL107
- 2021 TM107
- 2021 TN107
- 2021 TO107
- 2021 TP107
- 2021 TQ107
- 2021 TR107
- 2021 TS107
- 2021 TT107
- 2021 TU107
- 2021 TV107
- 2021 TW107
- 2021 TX107
- 2021 TZ107
- 2021 TA108
- 2021 TB108
- 2021 TC108
- 2021 TD108
- 2021 TE108
- 2021 TF108
- 2021 TG108
- 2021 TJ108
- 2021 TK108
- 2021 TL108
- 2021 TM108
- 2021 TN108
- 2021 TO108
- 2021 TP108
- 2021 TQ108
- 2021 TR108
- 2021 TS108
- 2021 TT108
- 2021 TU108
- 2021 TV108
- 2021 TW108
- 2021 TX108
- 2021 TY108
- 2021 TZ108
- 2021 TA109
- 2021 TB109
- 2021 TC109
- 2021 TD109
- 2021 TE109
- 2021 TG109
- 2021 TH109
- 2021 TK109
- 2021 TL109
- 2021 TM109
- 2021 TN109
- 2021 TO109
- 2021 TP109
- 2021 TQ109
- 2021 TR109
- 2021 TS109
- 2021 TT109
- 2021 TV109
- 2021 TW109
- 2021 TX109
- 2021 TY109
- 2021 TZ109
- 2021 TB110
- 2021 TC110
- 2021 TD110
- 2021 TE110
- 2021 TF110
- 2021 TG110
- 2021 TH110
- 2021 TJ110
- 2021 TK110
- 2021 TL110
- 2021 TM110
- 2021 TN110
- 2021 TO110
- 2021 TP110
- 2021 TQ110
- 2021 TR110
- 2021 TS110
- 2021 TT110
- 2021 TU110
- 2021 TV110
- 2021 TW110
- 2021 TX110
- 2021 TY110
- 2021 TZ110
- 2021 TB111
- 2021 TC111
- 2021 TD111
- 2021 TE111
- 2021 TG111
- 2021 TH111
- 2021 TJ111
- 2021 TK111
- 2021 TL111
- 2021 TM111
- 2021 TN111
- 2021 TO111
- 2021 TP111
- 2021 TQ111
- 2021 TR111
- 2021 TS111
- 2021 TT111
- 2021 TU111
- 2021 TV111
- 2021 TW111
- 2021 TX111
- 2021 TY111
- 2021 TZ111
- 2021 TA112
- 2021 TB112
- 2021 TD112
- 2021 TE112
- 2021 TF112
- 2021 TG112
- 2021 TH112
- 2021 TJ112
- 2021 TK112
- 2021 TL112
- 2021 TM112
- 2021 TN112
- 2021 TO112
- 2021 TP112
- 2021 TQ112
- 2021 TR112
- 2021 TS112
- 2021 TT112
- 2021 TU112
- 2021 TV112
- 2021 TW112
- 2021 TX112
- 2021 TY112
- 2021 TZ112
- 2021 TB113
- 2021 TC113
- 2021 TD113
- 2021 TE113
- 2021 TG113
- 2021 TH113
- 2021 TK113
- 2021 TL113
- 2021 TM113
- 2021 TN113
- 2021 TO113
- 2021 TP113
- 2021 TQ113
- 2021 TR113
- 2021 TS113
- 2021 TT113
- 2021 TU113
- 2021 TV113
- 2021 TW113
- 2021 TX113
- 2021 TY113
- 2021 TZ113
- 2021 TA114
- 2021 TB114
- 2021 TC114
- 2021 TD114
- 2021 TE114
- 2021 TF114
- 2021 TG114
- 2021 TH114
- 2021 TK114
- 2021 TM114
- 2021 TN114
- 2021 TO114
- 2021 TP114
- 2021 TQ114
- 2021 TR114
- 2021 TS114
- 2021 TT114
- 2021 TU114
- 2021 TV114
- 2021 TW114
- 2021 TX114
- 2021 TY114
- 2021 TZ114
- 2021 TA115
- 2021 TB115
- 2021 TC115
- 2021 TD115
- 2021 TE115
- 2021 TF115
- 2021 TG115
- 2021 TH115
- 2021 TJ115
- 2021 TK115
- 2021 TL115
- 2021 TM115
- 2021 TN115
- 2021 TO115
- 2021 TP115
- 2021 TQ115
- 2021 TR115
- 2021 TS115
- 2021 TT115
- 2021 TU115
- 2021 TV115
- 2021 TW115
- 2021 TX115
- 2021 TY115
- 2021 TZ115
- 2021 TA116
- 2021 TB116
- 2021 TD116
- 2021 TE116
- 2021 TF116
- 2021 TG116
- 2021 TH116
- 2021 TJ116
- 2021 TK116
- 2021 TL116
- 2021 TM116
- 2021 TN116
- 2021 TO116
- 2021 TP116
- 2021 TQ116
- 2021 TR116
- 2021 TS116
- 2021 TT116
- 2021 TU116
- 2021 TV116
- 2021 TW116
- 2021 TX116
- 2021 TY116
- 2021 TZ116
- 2021 TA117
- 2021 TB117
- 2021 TC117
- 2021 TD117
- 2021 TE117
- 2021 TF117
- 2021 TG117
- 2021 TH117
- 2021 TJ117
- 2021 TK117
- 2021 TL117
- 2021 TM117
- 2021 TN117
- 2021 TO117
- 2021 TP117
- 2021 TQ117
- 2021 TR117
- 2021 TS117
- 2021 TT117
- 2021 TU117
- 2021 TV117
- 2021 TW117
- 2021 TX117
- 2021 TY117
- 2021 TZ117
- 2021 TA118
- 2021 TB118
- 2021 TC118
- 2021 TD118
- 2021 TE118
- 2021 TF118
- 2021 TG118
- 2021 TH118
- 2021 TJ118
- 2021 TK118
- 2021 TL118
- 2021 TM118
- 2021 TN118
- 2021 TO118
- 2021 TP118
- 2021 TQ118
- 2021 TR118
- 2021 TS118
- 2021 TT118
- 2021 TU118
- 2021 TV118
- 2021 TW118
- 2021 TX118
- 2021 TY118
- 2021 TZ118
- 2021 TA119
- 2021 TB119
- 2021 TC119
- 2021 TD119
- 2021 TE119
- 2021 TF119
- 2021 TG119
- 2021 TH119
- 2021 TJ119
- 2021 TL119
- 2021 TM119
- 2021 TN119
- 2021 TO119
- 2021 TP119
- 2021 TQ119
- 2021 TR119
- 2021 TS119
- 2021 TT119
- 2021 TU119
- 2021 TV119
- 2021 TW119
- 2021 TX119
- 2021 TY119
- 2021 TZ119
- 2021 TA120
- 2021 TB120
- 2021 TC120
- 2021 TD120
- 2021 TE120
- 2021 TF120
- 2021 TG120
- 2021 TH120
- 2021 TJ120
- 2021 TK120
- 2021 TL120
- 2021 TM120
- 2021 TN120
- 2021 TO120
- 2021 TP120
- 2021 TQ120
- 2021 TR120
- 2021 TS120
- 2021 TT120
- 2021 TU120
- 2021 TW120
- 2021 TX120
- 2021 TY120
- 2021 TZ120
- 2021 TA121
- 2021 TB121
- 2021 TC121
- 2021 TD121
- 2021 TE121
- 2021 TF121
- 2021 TG121
- 2021 TH121
- 2021 TJ121
- 2021 TK121
- 2021 TL121
- 2021 TM121
- 2021 TN121
- 2021 TO121
- 2021 TP121
- 2021 TQ121
- 2021 TR121
- 2021 TS121
- 2021 TT121
- 2021 TU121
- 2021 TV121
- 2021 TW121
- 2021 TX121
- 2021 TY121
- 2021 TZ121
- 2021 TA122
- 2021 TB122
- 2021 TC122
- 2021 TD122
- 2021 TE122
- 2021 TF122
- 2021 TG122
- 2021 TH122
- 2021 TJ122
- 2021 TK122
- 2021 TL122
- 2021 TM122
- 2021 TN122
- 2021 TO122
- 2021 TP122
- 2021 TQ122
- 2021 TR122
- 2021 TS122
- 2021 TT122
- 2021 TU122
- 2021 TV122
- 2021 TW122
- 2021 TY122
- 2021 TZ122
- 2021 TA123
- 2021 TB123
- 2021 TC123
- 2021 TD123
- 2021 TE123
- 2021 TG123
- 2021 TH123
- 2021 TJ123
- 2021 TK123
- 2021 TL123
- 2021 TM123
- 2021 TN123
- 2021 TO123
- 2021 TP123
- 2021 TQ123
- 2021 TR123
- 2021 TS123
- 2021 TT123
- 2021 TU123
- 2021 TV123
- 2021 TW123
- 2021 TX123
- 2021 TY123
- 2021 TZ123
- 2021 TA124
- 2021 TB124
- 2021 TC124
- 2021 TD124
- 2021 TE124
- 2021 TF124
- 2021 TG124
- 2021 TH124
- 2021 TJ124
- 2021 TK124
- 2021 TL124
- 2021 TM124
- 2021 TN124
- 2021 TO124
- 2021 TP124
- 2021 TQ124
- 2021 TR124
- 2021 TS124
- 2021 TT124
- 2021 TU124
- 2021 TV124
- 2021 TW124
- 2021 TX124
- 2021 TY124
- 2021 TZ124
- 2021 TA125
- 2021 TB125
- 2021 TC125
- 2021 TD125
- 2021 TE125
- 2021 TF125
- 2021 TG125
- 2021 TH125
- 2021 TJ125
- 2021 TK125
- 2021 TL125
- 2021 TM125
- 2021 TN125
- 2021 TO125
- 2021 TP125
- 2021 TQ125
- 2021 TR125
- 2021 TS125
- 2021 TT125
- 2021 TU125
- 2021 TV125
- 2021 TW125
- 2021 TX125
- 2021 TY125
- 2021 TZ125
- 2021 TA126
- 2021 TB126
- 2021 TC126
- 2021 TD126
- 2021 TE126
- 2021 TF126
- 2021 TG126
- 2021 TH126
- 2021 TJ126
- 2021 TK126
- 2021 TL126
- 2021 TM126
- 2021 TN126
- 2021 TO126
- 2021 TP126
- 2021 TQ126
- 2021 TR126
- 2021 TS126
- 2021 TT126
- 2021 TU126
- 2021 TV126
- 2021 TW126
- 2021 TX126
- 2021 TY126
- 2021 TZ126
- 2021 TA127
- 2021 TB127
- 2021 TC127
- 2021 TD127
- 2021 TE127
- 2021 TF127
- 2021 TG127
- 2021 TH127
- 2021 TJ127
- 2021 TK127
- 2021 TL127
- 2021 TM127
- 2021 TN127
- 2021 TO127
- 2021 TQ127
- 2021 TR127
- 2021 TS127
- 2021 TT127
- 2021 TU127
- 2021 TV127
- 2021 TW127
- 2021 TX127
- 2021 TY127
- 2021 TZ127
- 2021 TA128
- 2021 TB128
- 2021 TC128
- 2021 TD128
- 2021 TE128
- 2021 TF128
- 2021 TG128
- 2021 TH128
- 2021 TJ128
- 2021 TK128
- 2021 TL128
- 2021 TM128
- 2021 TN128
- 2021 TO128
- 2021 TP128
- 2021 TQ128
- 2021 TR128
- 2021 TS128
- 2021 TT128
- 2021 TU128
- 2021 TV128
- 2021 TW128
- 2021 TX128
- 2021 TY128
- 2021 TZ128
- 2021 TA129
- 2021 TB129
- 2021 TC129
- 2021 TD129
- 2021 TE129
- 2021 TF129
- 2021 TG129
- 2021 TH129
- 2021 TJ129
- 2021 TK129
- 2021 TL129
- 2021 TM129
- 2021 TN129
- 2021 TO129
- 2021 TP129
- 2021 TQ129
- 2021 TR129
- 2021 TS129
- 2021 TT129
- 2021 TU129
- 2021 TV129
- 2021 TW129
- 2021 TX129
- 2021 TY129
- 2021 TZ129
- 2021 TA130
- 2021 TB130
- 2021 TC130
- 2021 TD130
- 2021 TE130
- 2021 TF130
- 2021 TG130
- 2021 TH130
- 2021 TJ130
- 2021 TK130
- 2021 TL130
- 2021 TM130
- 2021 TN130
- 2021 TO130
- 2021 TP130
- 2021 TQ130
- 2021 TR130
- 2021 TS130
- 2021 TT130
- 2021 TU130
- 2021 TV130
- 2021 TW130
- 2021 TX130
- 2021 TY130
- 2021 TZ130
- 2021 TA131
- 2021 TB131
- 2021 TC131
- 2021 TD131
- 2021 TE131
- 2021 TF131
- 2021 TG131
- 2021 TH131
- 2021 TJ131
- 2021 TK131
- 2021 TL131
- 2021 TM131
- 2021 TN131
- 2021 TO131
- 2021 TP131
- 2021 TQ131
- 2021 TR131
- 2021 TS131
- 2021 TT131
- 2021 TU131
- 2021 TV131
- 2021 TW131
- 2021 TX131
- 2021 TY131
- 2021 TZ131
- 2021 TA132
- 2021 TB132
- 2021 TC132
- 2021 TD132
- 2021 TE132
- 2021 TF132
- 2021 TG132
- 2021 TH132
- 2021 TJ132
- 2021 TK132
- 2021 TL132
- 2021 TM132
- 2021 TN132
- 2021 TO132
- 2021 TP132
- 2021 TQ132
- 2021 TR132
- 2021 TS132
- 2021 TT132
- 2021 TU132
- 2021 TV132
- 2021 TW132
- 2021 TX132
- 2021 TY132
- 2021 TZ132
- 2021 TA133
- 2021 TB133
- 2021 TC133
- 2021 TD133
- 2021 TE133
- 2021 TF133
- 2021 TG133
- 2021 TH133
- 2021 TJ133
- 2021 TK133
- 2021 TL133
- 2021 TM133
- 2021 TN133
- 2021 TO133
- 2021 TP133
- 2021 TQ133
- 2021 TR133
- 2021 TS133
- 2021 TT133
- 2021 TU133
- 2021 TV133
- 2021 TW133
- 2021 TX133
- 2021 TY133
- 2021 TZ133
- 2021 TA134
- 2021 TB134
- 2021 TC134
- 2021 TD134
- 2021 TE134
- 2021 TF134
- 2021 TG134
- 2021 TH134
- 2021 TJ134
- 2021 TK134
- 2021 TL134
- 2021 TN134
- 2021 TO134
- 2021 TP134
- 2021 TQ134
- 2021 TR134
- 2021 TT134
- 2021 TU134
- 2021 TW134
- 2021 TY134
- 2021 TZ134
- 2021 TA135
- 2021 TC135
- 2021 TD135
- 2021 TE135
- 2021 TF135
- 2021 TH135
- 2021 TJ135
- 2021 TK135
- 2021 TL135
- 2021 TM135
- 2021 TO135
- 2021 TP135
- 2021 TQ135
- 2021 TR135
- 2021 TS135
- 2021 TT135
- 2021 TU135
- 2021 TV135
- 2021 TW135
- 2021 TX135
- 2021 TY135
- 2021 TZ135
- 2021 TA136
- 2021 TB136
- 2021 TD136
- 2021 TE136
- 2021 TF136
- 2021 TH136
- 2021 TJ136
- 2021 TK136
- 2021 TM136
- 2021 TN136
- 2021 TO136
- 2021 TP136
- 2021 TQ136
- 2021 TR136
- 2021 TS136
- 2021 TT136
- 2021 TU136
- 2021 TW136
- 2021 TX136
- 2021 TY136
- 2021 TZ136
- 2021 TA137
- 2021 TB137
- 2021 TC137
- 2021 TD137
- 2021 TE137
- 2021 TF137
- 2021 TG137
- 2021 TH137
- 2021 TJ137
- 2021 TK137
- 2021 TL137
- 2021 TM137
- 2021 TO137
- 2021 TP137
- 2021 TQ137
- 2021 TR137
- 2021 TT137
- 2021 TU137
- 2021 TV137
- 2021 TW137
- 2021 TX137
- 2021 TY137
- 2021 TZ137
- 2021 TA138
- 2021 TB138
- 2021 TC138
- 2021 TE138
- 2021 TF138
- 2021 TH138
- 2021 TJ138
- 2021 TK138
- 2021 TL138
- 2021 TM138
- 2021 TN138
- 2021 TO138
- 2021 TQ138
- 2021 TR138
- 2021 TS138
- 2021 TT138
- 2021 TU138
- 2021 TX138
- 2021 TY138
- 2021 TZ138
- 2021 TA139
- 2021 TB139
- 2021 TC139
- 2021 TD139
- 2021 TE139
- 2021 TF139
- 2021 TG139
- 2021 TH139
- 2021 TJ139
- 2021 TK139
- 2021 TL139
- 2021 TM139
- 2021 TN139
- 2021 TO139
- 2021 TP139
- 2021 TQ139
- 2021 TR139
- 2021 TS139
- 2021 TT139
- 2021 TU139
- 2021 TV139
- 2021 TW139
- 2021 TX139
- 2021 TY139
- 2021 TZ139
- 2021 TA140
- 2021 TB140
- 2021 TC140
- 2021 TD140
- 2021 TE140
- 2021 TF140
- 2021 TG140
- 2021 TJ140
- 2021 TK140
- 2021 TL140
- 2021 TM140
- 2021 TN140
- 2021 TO140
- 2021 TP140
- 2021 TQ140
- 2021 TR140
- 2021 TS140
- 2021 TT140
- 2021 TU140
- 2021 TV140
- 2021 TW140
- 2021 TX140
- 2021 TY140
- 2021 TZ140
- 2021 TA141
- 2021 TB141
- 2021 TC141
- 2021 TD141
- 2021 TE141
- 2021 TF141
- 2021 TG141
- 2021 TH141
- 2021 TJ141
- 2021 TK141
- 2021 TL141
- 2021 TM141
- 2021 TN141
- 2021 TO141
- 2021 TP141
- 2021 TQ141
- 2021 TR141
- 2021 TS141
- 2021 TT141
- 2021 TX141
- 2021 TY141
- 2021 TZ141
- 2021 TB142
- 2021 TD142
- 2021 TE142
- 2021 TF142
- 2021 TG142
- 2021 TJ142
- 2021 TK142
- 2021 TL142
- 2021 TM142
- 2021 TN142
- 2021 TO142
- 2021 TP142
- 2021 TQ142
- 2021 TS142
- 2021 TV142
- 2021 TW142
- 2021 TX142
- 2021 TY142
- 2021 TZ142
- 2021 TA143
- 2021 TB143
- 2021 TC143
- 2021 TD143
- 2021 TE143
- 2021 TF143
- 2021 TH143
- 2021 TJ143
- 2021 TK143
- 2021 TL143
- 2021 TM143
- 2021 TN143
- 2021 TO143
- 2021 TP143
- 2021 TQ143
- 2021 TR143
- 2021 TS143
- 2021 TT143
- 2021 TU143
- 2021 TV143
- 2021 TW143
- 2021 TX143
- 2021 TY143
- 2021 TZ143
- 2021 TA144
- 2021 TB144
- 2021 TC144
- 2021 TD144
- 2021 TE144
- 2021 TF144
- 2021 TG144
- 2021 TH144
- 2021 TJ144
- 2021 TK144
- 2021 TL144
- 2021 TM144
- 2021 TN144
- 2021 TO144
- 2021 TP144
- 2021 TQ144
- 2021 TR144
- 2021 TS144
- 2021 TT144
- 2021 TU144
- 2021 TV144
- 2021 TW144
- 2021 TX144
- 2021 TY144
- 2021 TZ144
- 2021 TA145
- 2021 TB145
- 2021 TC145
- 2021 TD145
- 2021 TE145
- 2021 TF145
- 2021 TG145
- 2021 TH145
- 2021 TJ145
- 2021 TK145
- 2021 TL145
- 2021 TM145
- 2021 TN145
- 2021 TO145
- 2021 TP145
- 2021 TQ145
- 2021 TR145
- 2021 TS145
- 2021 TT145
- 2021 TU145
- 2021 TV145
- 2021 TW145
- 2021 TX145
- 2021 TY145
- 2021 TZ145
- 2021 TA146
- 2021 TB146
- 2021 TC146
- 2021 TD146
- 2021 TE146
- 2021 TF146
- 2021 TG146
- 2021 TH146
- 2021 TJ146
- 2021 TK146
- 2021 TL146
- 2021 TM146
- 2021 TN146
- 2021 TO146
- 2021 TP146
- 2021 TQ146
- 2021 TR146
- 2021 TS146
- 2021 TT146
- 2021 TU146
- 2021 TV146
- 2021 TW146
- 2021 TX146
- 2021 TY146
- 2021 TZ146
- 2021 TA147
- 2021 TB147
- 2021 TC147
- 2021 TD147
- 2021 TE147
- 2021 TF147
- 2021 TG147
- 2021 TH147
- 2021 TJ147
- 2021 TK147
- 2021 TL147
- 2021 TM147
- 2021 TN147
- 2021 TO147
- 2021 TP147
- 2021 TQ147
- 2021 TR147
- 2021 TS147
- 2021 TT147
- 2021 TU147
- 2021 TV147
- 2021 TW147
- 2021 TX147
- 2021 TY147
- 2021 TZ147
- 2021 TA148
- 2021 TB148
- 2021 TC148
- 2021 TD148
- 2021 TE148
- 2021 TF148
- 2021 TG148
- 2021 TH148
- 2021 TJ148
- 2021 TK148
- 2021 TL148
- 2021 TM148
- 2021 TN148
- 2021 TO148
- 2021 TP148
- 2021 TQ148
- 2021 TR148
- 2021 TS148
- 2021 TT148
- 2021 TU148
- 2021 TV148
- 2021 TW148
- 2021 TX148
- 2021 TY148
- 2021 TZ148
- 2021 TA149
- 2021 TB149
- 2021 TC149
- 2021 TD149
- 2021 TE149
- 2021 TF149
- 2021 TG149
- 2021 TH149
- 2021 TJ149
- 2021 TK149
- 2021 TL149
- 2021 TM149
- 2021 TN149
- 2021 TO149
- 2021 TP149
- 2021 TQ149
- 2021 TR149
- 2021 TS149
- 2021 TT149
- 2021 TU149
- 2021 TV149
- 2021 TW149
- 2021 TX149
- 2021 TY149
- 2021 TZ149
- 2021 TA150
- 2021 TB150
- 2021 TC150
- 2021 TD150
- 2021 TE150
- 2021 TF150
- 2021 TG150
- 2021 TH150
- 2021 TJ150
- 2021 TK150
- 2021 TL150
- 2021 TM150
- 2021 TN150
- 2021 TO150
- 2021 TP150
- 2021 TQ150
- 2021 TR150
- 2021 TS150
- 2021 TT150
- 2021 TU150
- 2021 TV150
- 2021 TW150
- 2021 TX150
- 2021 TY150
- 2021 TZ150
- 2021 TA151
- 2021 TB151
- 2021 TC151
- 2021 TD151
- 2021 TE151
- 2021 TF151
- 2021 TG151
- 2021 TH151
- 2021 TJ151
- 2021 TK151
- 2021 TL151
- 2021 TM151
- 2021 TN151
- 2021 TO151
- 2021 TP151
- 2021 TQ151
- 2021 TR151
- 2021 TS151
- 2021 TT151
- 2021 TU151
- 2021 TV151
- 2021 TW151
- 2021 TX151
- 2021 TY151
- 2021 TZ151
- 2021 TA152
- 2021 TB152
- 2021 TC152
- 2021 TD152
- 2021 TE152
- 2021 TF152
- 2021 TG152
- 2021 TH152
- 2021 TJ152
- 2021 TK152
- 2021 TL152
- 2021 TM152
- 2021 TN152
- 2021 TO152
- 2021 TP152
- 2021 TQ152
- 2021 TR152
- 2021 TS152
- 2021 TT152
- 2021 TU152
- 2021 TV152
- 2021 TW152
- 2021 TX152
- 2021 TY152
- 2021 TZ152
- 2021 TA153
- 2021 TB153
- 2021 TC153
- 2021 TD153
- 2021 TE153
- 2021 TF153
- 2021 TG153
- 2021 TH153
- 2021 TJ153
- 2021 TK153
- 2021 TL153
- 2021 TM153
- 2021 TN153
- 2021 TO153
- 2021 TP153
- 2021 TQ153
- 2021 TR153
- 2021 TS153
- 2021 TT153
- 2021 TU153
- 2021 TV153
- 2021 TW153
- 2021 TX153
- 2021 TY153
- 2021 TZ153
- 2021 TA154
- 2021 TB154
- 2021 TC154
- 2021 TD154
- 2021 TE154
- 2021 TF154
- 2021 TG154
- 2021 TH154
- 2021 TJ154
- 2021 TK154
- 2021 TL154
- 2021 TM154
- 2021 TN154
- 2021 TP154
- 2021 TQ154
- 2021 TR154
- 2021 TS154
- 2021 TT154
- 2021 TU154
- 2021 TV154
- 2021 TW154
- 2021 TX154
- 2021 TY154
- 2021 TZ154
- 2021 TA155
- 2021 TB155
- 2021 TC155
- 2021 TD155
- 2021 TF155
- 2021 TG155
- 2021 TH155
- 2021 TJ155
- 2021 TK155
- 2021 TL155
- 2021 TM155
- 2021 TN155
- 2021 TO155
- 2021 TP155
- 2021 TQ155
- 2021 TR155
- 2021 TS155
- 2021 TT155
- 2021 TU155
- 2021 TV155
- 2021 TW155
- 2021 TX155
- 2021 TY155
- 2021 TZ155
- 2021 TA156
- 2021 TB156
- 2021 TC156
- 2021 TD156
- 2021 TE156
- 2021 TF156
- 2021 TG156
- 2021 TH156
- 2021 TJ156
- 2021 TK156
- 2021 TL156
- 2021 TM156
- 2021 TN156
- 2021 TO156
- 2021 TP156
- 2021 TQ156
- 2021 TR156
- 2021 TS156
- 2021 TT156
- 2021 TU156
- 2021 TV156
- 2021 TW156
- 2021 TX156
- 2021 TY156
- 2021 TZ156
- 2021 TA157
- 2021 TB157
- 2021 TC157
- 2021 TD157
- 2021 TE157
- 2021 TF157
- 2021 TG157
- 2021 TH157
- 2021 TJ157
- 2021 TK157
- 2021 TL157
- 2021 TM157
- 2021 TN157
- 2021 TO157
- 2021 TP157
- 2021 TQ157
- 2021 TR157
- 2021 TS157
- 2021 TT157
- 2021 TU157
- 2021 TV157
- 2021 TW157
- 2021 TX157
- 2021 TY157
- 2021 TZ157
- 2021 TA158
- 2021 TB158
- 2021 TC158
- 2021 TD158
- 2021 TE158
- 2021 TF158
- 2021 TH158
- 2021 TJ158
- 2021 TL158
- 2021 TM158
- 2021 TN158
- 2021 TO158
- 2021 TP158
- 2021 TQ158
- 2021 TR158
- 2021 TS158
- 2021 TT158
- 2021 TU158
- 2021 TV158
- 2021 TW158
- 2021 TX158
- 2021 TY158
- 2021 TZ158
- 2021 TA159
- 2021 TB159
- 2021 TC159
- 2021 TD159
- 2021 TE159
- 2021 TF159
- 2021 TG159
- 2021 TH159
- 2021 TJ159
- 2021 TK159
- 2021 TL159
- 2021 TM159
- 2021 TN159
- 2021 TO159
- 2021 TP159
- 2021 TQ159
- 2021 TR159
- 2021 TS159
- 2021 TT159
- 2021 TU159
- 2021 TV159
- 2021 TW159
- 2021 TX159
- 2021 TY159
- 2021 TZ159
- 2021 TA160
- 2021 TB160
- 2021 TC160
- 2021 TD160
- 2021 TE160
- 2021 TF160
- 2021 TG160
- 2021 TH160
- 2021 TJ160
- 2021 TK160
- 2021 TL160
- 2021 TM160
- 2021 TN160
- 2021 TO160
- 2021 TP160
- 2021 TQ160
- 2021 TR160
- 2021 TS160
- 2021 TT160
- 2021 TU160
- 2021 TV160
- 2021 TW160
- 2021 TX160
- 2021 TY160
- 2021 TZ160
- 2021 TA161
- 2021 TB161
- 2021 TC161
- 2021 TD161
- 2021 TE161
- 2021 TF161
- 2021 TG161
- 2021 TH161
- 2021 TJ161
- 2021 TK161
- 2021 TL161
- 2021 TM161
- 2021 TN161
- 2021 TO161
- 2021 TP161
- 2021 TQ161
- 2021 TR161
- 2021 TS161
- 2021 TT161
- 2021 TU161
- 2021 TV161
- 2021 TW161
- 2021 TX161
- 2021 TY161
- 2021 TZ161
- 2021 TA162
- 2021 TB162
- 2021 TC162
- 2021 TD162
- 2021 TE162
- 2021 TF162
- 2021 TG162
- 2021 TH162
- 2021 TJ162
- 2021 TK162
- 2021 TL162
- 2021 TM162
- 2021 TN162
- 2021 TO162
- 2021 TP162
- 2021 TQ162
- 2021 TR162
- 2021 TS162
- 2021 TT162
- 2021 TU162
- 2021 TV162
- 2021 TW162
- 2021 TX162
- 2021 TY162
- 2021 TZ162
- 2021 TA163
- 2021 TB163
- 2021 TC163
- 2021 TD163
- 2021 TE163
- 2021 TF163
- 2021 TH163
- 2021 TJ163
- 2021 TK163
- 2021 TL163
- 2021 TM163
- 2021 TN163
- 2021 TO163
- 2021 TP163
- 2021 TR163
- 2021 TS163
- 2021 TT163
- 2021 TU163
- 2021 TV163
- 2021 TW163
- 2021 TX163
- 2021 TY163
- 2021 TZ163
- 2021 TA164
- 2021 TB164
- 2021 TC164
- 2021 TD164
- 2021 TE164
- 2021 TF164
- 2021 TG164
- 2021 TH164
- 2021 TJ164
- 2021 TK164
- 2021 TL164
- 2021 TM164
- 2021 TN164
- 2021 TO164
- 2021 TP164
- 2021 TQ164
- 2021 TR164
- 2021 TS164
- 2021 TT164
- 2021 TU164
- 2021 TW164
- 2021 TX164
- 2021 TY164
- 2021 TZ164
- 2021 TA165
- 2021 TB165
- 2021 TC165
- 2021 TD165
- 2021 TE165
- 2021 TF165
- 2021 TG165
- 2021 TH165
- 2021 TJ165
- 2021 TK165
- 2021 TL165
- 2021 TM165
- 2021 TN165
- 2021 TO165
- 2021 TP165
- 2021 TQ165
- 2021 TR165
- 2021 TS165
- 2021 TT165
- 2021 TU165
- 2021 TV165
- 2021 TW165
- 2021 TX165
- 2021 TY165
- 2021 TZ165
- 2021 TA166
- 2021 TB166
- 2021 TC166
- 2021 TD166
- 2021 TE166
- 2021 TF166
- 2021 TG166
- 2021 TH166
- 2021 TJ166
- 2021 TK166
- 2021 TL166
- 2021 TM166
- 2021 TN166
- 2021 TP166
- 2021 TQ166
- 2021 TR166
- 2021 TS166
- 2021 TT166
- 2021 TU166
- 2021 TV166
- 2021 TW166
- 2021 TX166
- 2021 TY166
- 2021 TZ166
- 2021 TA167
- 2021 TB167
- 2021 TC167
- 2021 TD167
- 2021 TE167
- 2021 TF167
- 2021 TG167
- 2021 TH167
- 2021 TL167
- 2021 TM167
- 2021 TN167
- 2021 TO167
- 2021 TP167
- 2021 TQ167
- 2021 TR167
- 2021 TS167
- 2021 TT167
- 2021 TU167
- 2021 TV167
- 2021 TW167
- 2021 TX167
- 2021 TY167
- 2021 TZ167
- 2021 TA168
- 2021 TB168
- 2021 TC168
- 2021 TD168
- 2021 TE168
- 2021 TF168
- 2021 TG168
- 2021 TH168
- 2021 TJ168
- 2021 TK168
- 2021 TL168
- 2021 TM168
- 2021 TN168
- 2021 TO168
- 2021 TP168
- 2021 TQ168
- 2021 TR168
- 2021 TS168
- 2021 TT168
- 2021 TU168
- 2021 TV168
- 2021 TW168
- 2021 TY168
- 2021 TZ168
- 2021 TA169
- 2021 TB169
- 2021 TC169
- 2021 TD169
- 2021 TE169
- 2021 TF169
- 2021 TG169
- 2021 TH169
- 2021 TJ169
- 2021 TK169
- 2021 TL169
- 2021 TM169
- 2021 TN169
- 2021 TO169
- 2021 TP169
- 2021 TQ169
- 2021 TR169
- 2021 TS169
- 2021 TV169
- 2021 TW169
- 2021 TX169
- 2021 TY169
- 2021 TZ169
- 2021 TA170
- 2021 TB170
- 2021 TC170
- 2021 TD170
- 2021 TE170
- 2021 TF170
- 2021 TG170
- 2021 TH170
- 2021 TJ170
- 2021 TK170
- 2021 TL170
- 2021 TM170
- 2021 TN170
- 2021 TO170
- 2021 TP170
- 2021 TQ170
- 2021 TR170
- 2021 TS170
- 2021 TT170
- 2021 TU170
- 2021 TV170
- 2021 TW170
- 2021 TX170
- 2021 TY170
- 2021 TZ170
- 2021 TA171
- 2021 TB171
- 2021 TC171
- 2021 TD171
- 2021 TE171
- 2021 TF171
- 2021 TG171
- 2021 TH171
- 2021 TJ171
- 2021 TK171
- 2021 TL171
- 2021 TM171
- 2021 TN171
- 2021 TO171
- 2021 TP171
- 2021 TQ171
- 2021 TR171
- 2021 TS171
- 2021 TT171
- 2021 TU171
- 2021 TV171
- 2021 TW171
- 2021 TX171
- 2021 TY171
- 2021 TZ171
- 2021 TB172
- 2021 TC172
- 2021 TD172
- 2021 TE172
- 2021 TF172
- 2021 TG172
- 2021 TH172
- 2021 TJ172
- 2021 TK172
- 2021 TL172
- 2021 TM172
- 2021 TN172
- 2021 TO172
- 2021 TP172
- 2021 TQ172
- 2021 TR172
- 2021 TS172
- 2021 TT172
- 2021 TU172
- 2021 TV172
- 2021 TW172
- 2021 TX172
- 2021 TY172
- 2021 TZ172
- 2021 TA173
- 2021 TB173
- 2021 TC173
- 2021 TD173
- 2021 TE173
- 2021 TF173
- 2021 TG173
- 2021 TH173
- 2021 TJ173
- 2021 TK173
- 2021 TL173
- 2021 TM173
- 2021 TN173
- 2021 TO173
- 2021 TP173
- 2021 TQ173
- 2021 TR173
- 2021 TS173
- 2021 TT173
- 2021 TU173
- 2021 TV173
- 2021 TW173
- 2021 TX173
- 2021 TY173
- 2021 TZ173
- 2021 TA174
- 2021 TB174
- 2021 TD174
- 2021 TE174
- 2021 TF174
- 2021 TG174
- 2021 TH174
- 2021 TJ174
- 2021 TK174
- 2021 TL174
- 2021 TN174
- 2021 TO174
- 2021 TP174
- 2021 TQ174
- 2021 TR174
- 2021 TS174
- 2021 TT174
- 2021 TU174
- 2021 TV174
- 2021 TW174
- 2021 TX174
- 2021 TY174
- 2021 TZ174
- 2021 TA175
- 2021 TB175
- 2021 TC175
- 2021 TD175
- 2021 TE175
- 2021 TF175
- 2021 TG175
- 2021 TH175
- 2021 TJ175
- 2021 TK175
- 2021 TL175
- 2021 TM175
- 2021 TN175
- 2021 TO175
- 2021 TP175
- 2021 TQ175
- 2021 TR175
- 2021 TS175
- 2021 TT175
- 2021 TU175
- 2021 TV175
- 2021 TW175
- 2021 TX175
- 2021 TY175
- 2021 TZ175
- 2021 TA176
- 2021 TB176
- 2021 TC176
- 2021 TD176
- 2021 TE176
- 2021 TF176
- 2021 TG176
- 2021 TH176
- 2021 TJ176
- 2021 TK176
- 2021 TL176
- 2021 TM176
- 2021 TN176
- 2021 TO176
- 2021 TP176
- 2021 TQ176
- 2021 TR176
- 2021 TS176
- 2021 TT176
- 2021 TU176
- 2021 TV176
- 2021 TW176
- 2021 TX176
- 2021 TY176
- 2021 TZ176
- 2021 TA177
- 2021 TB177
- 2021 TC177
- 2021 TD177
- 2021 TE177
- 2021 TF177
- 2021 TG177
- 2021 TH177
- 2021 TJ177
- 2021 TK177
- 2021 TL177
- 2021 TM177
- 2021 TN177
- 2021 TO177
- 2021 TP177
- 2021 TQ177
- 2021 TR177
- 2021 TS177
- 2021 TT177
- 2021 TU177
- 2021 TV177
- 2021 TW177
- 2021 TX177
- 2021 TY177
- 2021 TZ177
- 2021 TA178
- 2021 TB178
- 2021 TC178
- 2021 TD178
- 2021 TE178
- 2021 TF178
- 2021 TG178
- 2021 TH178
- 2021 TJ178
- 2021 TK178
- 2021 TL178
- 2021 TM178
- 2021 TN178
- 2021 TO178
- 2021 TP178
- 2021 TQ178
- 2021 TR178
- 2021 TS178
- 2021 TT178
- 2021 TU178
- 2021 TV178
- 2021 TW178
- 2021 TX178
- 2021 TY178
- 2021 TZ178
- 2021 TA179
- 2021 TB179
- 2021 TC179
- 2021 TD179
- 2021 TE179
- 2021 TF179
- 2021 TH179
- 2021 TJ179
- 2021 TK179
- 2021 TL179
- 2021 TM179
- 2021 TN179
- 2021 TO179
- 2021 TP179
- 2021 TQ179
- 2021 TR179
- 2021 TS179
- 2021 TT179
- 2021 TU179
- 2021 TV179
- 2021 TW179
- 2021 TX179
- 2021 TY179
- 2021 TZ179
- 2021 TA180
- 2021 TB180
- 2021 TC180
- 2021 TD180
- 2021 TE180
- 2021 TF180
- 2021 TG180
- 2021 TH180
- 2021 TJ180
- 2021 TK180
- 2021 TL180
- 2021 TM180
- 2021 TN180
- 2021 TO180
- 2021 TP180
- 2021 TQ180
- 2021 TR180
- 2021 TS180
- 2021 TT180
- 2021 TU180
- 2021 TV180
- 2021 TW180
- 2021 TX180
- 2021 TY180
- 2021 TZ180
- 2021 TA181
- 2021 TB181
- 2021 TC181
- 2021 TD181
- 2021 TE181
- 2021 TF181
- 2021 TG181
- 2021 TH181
- 2021 TJ181
- 2021 TK181
- 2021 TL181
- 2021 TM181
- 2021 TN181
- 2021 TO181
- 2021 TP181
- 2021 TQ181
- 2021 TR181
- 2021 TS181
- 2021 TT181
- 2021 TU181
- 2021 TV181
- 2021 TW181
- 2021 TX181
- 2021 TY181
- 2021 TZ181
- 2021 TA182
- 2021 TB182
- 2021 TC182
- 2021 TD182
- 2021 TE182
- 2021 TF182
- 2021 TG182
- 2021 TH182
- 2021 TJ182
- 2021 TK182
- 2021 TL182
- 2021 TM182
- 2021 TN182
- 2021 TO182
- 2021 TP182
- 2021 TQ182
- 2021 TR182
- 2021 TS182
- 2021 TT182
- 2021 TU182
- 2021 TV182
- 2021 TW182
- 2021 TX182
- 2021 TY182
- 2021 TZ182
- 2021 TA183
- 2021 TB183
- 2021 TC183
- 2021 TD183
- 2021 TE183
- 2021 TF183
- 2021 TG183
- 2021 TH183
- 2021 TJ183
- 2021 TK183
- 2021 TL183
- 2021 TM183
- 2021 TN183
- 2021 TO183
- 2021 TP183
- 2021 TQ183
- 2021 TR183
- 2021 TS183
- 2021 TT183
- 2021 TU183
- 2021 TV183
- 2021 TW183
- 2021 TX183
- 2021 TY183
- 2021 TZ183
- 2021 TA184
- 2021 TB184
- 2021 TC184
- 2021 TD184
- 2021 TE184
- 2021 TF184
- 2021 TG184
- 2021 TH184
- 2021 TJ184
- 2021 TK184
- 2021 TL184
- 2021 TM184
- 2021 TN184
- 2021 TO184
- 2021 TP184
- 2021 TQ184
- 2021 TR184
- 2021 TS184
- 2021 TT184
- 2021 TU184
- 2021 TV184
- 2021 TW184
- 2021 TX184
- 2021 TY184
- 2021 TZ184
- 2021 TA185
- 2021 TB185
- 2021 TC185
- 2021 TD185
- 2021 TE185
- 2021 TF185
- 2021 TG185
- 2021 TH185
- 2021 TJ185
- 2021 TK185
- 2021 TL185
- 2021 TM185
- 2021 TN185
- 2021 TO185
- 2021 TP185
- 2021 TQ185
- 2021 TS185
- 2021 TT185
- 2021 TU185
- 2021 TV185
- 2021 TW185
- 2021 TX185
- 2021 TY185
- 2021 TZ185
- 2021 TA186
- 2021 TB186
- 2021 TC186
- 2021 TD186
- 2021 TE186
- 2021 TF186
- 2021 TG186
- 2021 TH186
- 2021 TJ186
- 2021 TK186
- 2021 TL186
- 2021 TM186
- 2021 TN186
- 2021 TO186
- 2021 TP186
- 2021 TQ186
- 2021 TR186
- 2021 TS186
- 2021 TT186
- 2021 TU186
- 2021 TV186
- 2021 TW186
- 2021 TX186
- 2021 TY186
- 2021 TZ186
- 2021 TA187
- 2021 TB187
- 2021 TC187
- 2021 TD187
- 2021 TE187
- 2021 TF187
- 2021 TG187
- 2021 TH187
- 2021 TJ187
- 2021 TK187
- 2021 TL187
- 2021 TM187
- 2021 TN187
- 2021 TO187
- 2021 TP187
- 2021 TQ187
- 2021 TR187
- 2021 TS187
- 2021 TT187
- 2021 TU187
- 2021 TV187
- 2021 TW187
- 2021 TX187
- 2021 TY187
- 2021 TZ187
- 2021 TA188
- 2021 TB188
- 2021 TC188
- 2021 TD188
- 2021 TE188
- 2021 TF188
- 2021 TG188
- 2021 TH188
- 2021 TJ188
- 2021 TK188
- 2021 TL188
- 2021 TM188
- 2021 TN188
- 2021 TO188
- 2021 TP188
- 2021 TQ188
- 2021 TR188
- 2021 TS188
- 2021 TT188
- 2021 TU188
- 2021 TV188
- 2021 TW188
- 2021 TX188
- 2021 TY188
- 2021 TZ188
- 2021 TA189
- 2021 TB189
- 2021 TC189
- 2021 TD189
- 2021 TE189
- 2021 TF189
- 2021 TG189
- 2021 TH189
- 2021 TJ189
- 2021 TK189
- 2021 TL189
- 2021 TM189
- 2021 TN189
- 2021 TO189
- 2021 TP189
- 2021 TQ189
- 2021 TR189
- 2021 TS189
- 2021 TT189
- 2021 TU189
- 2021 TV189
- 2021 TW189
- 2021 TX189
- 2021 TY189
- 2021 TZ189
- 2021 TA190
- 2021 TB190
- 2021 TC190
- 2021 TD190
- 2021 TE190
- 2021 TF190
- 2021 TG190
- 2021 TH190
- 2021 TJ190
- 2021 TK190
- 2021 TL190
- 2021 TM190
- 2021 TN190
- 2021 TO190
- 2021 TP190
- 2021 TQ190
- 2021 TR190
- 2021 TS190
- 2021 TT190
- 2021 TU190
- 2021 TV190
- 2021 TW190
- 2021 TX190
- 2021 TY190
- 2021 TZ190
- 2021 TA191
- 2021 TB191
- 2021 TC191
- 2021 TD191
- 2021 TE191
- 2021 TF191
- 2021 TG191
- 2021 TH191
- 2021 TJ191
- 2021 TK191
- 2021 TL191
- 2021 TM191
- 2021 TN191
- 2021 TO191
- 2021 TP191
- 2021 TQ191
- 2021 TR191
- 2021 TS191
- 2021 TT191
- 2021 TU191
- 2021 TV191
- 2021 TW191
- 2021 TX191
- 2021 TY191
- 2021 TZ191
- 2021 TA192
- 2021 TB192
- 2021 TC192
- 2021 TD192
- 2021 TE192
- 2021 TF192
- 2021 TG192
- 2021 TH192
- 2021 TJ192
- 2021 TK192
- 2021 TL192
- 2021 TM192
- 2021 TN192
- 2021 TO192
- 2021 TP192
- 2021 TQ192
- 2021 TR192
- 2021 TS192
- 2021 TT192
- 2021 TU192
- 2021 TV192
- 2021 TW192
- 2021 TX192
- 2021 TY192
- 2021 TZ192
- 2021 TA193
- 2021 TB193
- 2021 TC193
- 2021 TD193
- 2021 TE193
- 2021 TF193
- 2021 TG193
- 2021 TH193
- 2021 TJ193
- 2021 TK193
- 2021 TL193
- 2021 TM193
- 2021 TN193
- 2021 TP193
- 2021 TQ193
- 2021 TR193
- 2021 TS193
- 2021 TT193
- 2021 TU193
- 2021 TV193
- 2021 TW193
- 2021 TX193
- 2021 TY193
- 2021 TZ193
- 2021 TA194
- 2021 TB194
- 2021 TC194
- 2021 TF194
- 2021 TG194
- 2021 TH194
- 2021 TJ194
- 2021 TK194
- 2021 TL194
- 2021 TM194
- 2021 TN194
- 2021 TO194
- 2021 TP194
- 2021 TQ194
- 2021 TR194
- 2021 TS194
- 2021 TT194
- 2021 TU194
- 2021 TV194
- 2021 TW194
- 2021 TX194
- 2021 TY194
- 2021 TZ194
- 2021 TA195
- 2021 TB195
- 2021 TC195
- 2021 TD195
- 2021 TE195
- 2021 TF195
- 2021 TG195
- 2021 TH195
- 2021 TJ195
- 2021 TK195
- 2021 TL195
- 2021 TM195
- 2021 TN195
- 2021 TO195
- 2021 TP195
- 2021 TQ195
- 2021 TR195
- 2021 TS195
- 2021 TT195
- 2021 TU195
- 2021 TW195
- 2021 TX195
- 2021 TY195
- 2021 TZ195
- 2021 TA196
- 2021 TB196
- 2021 TC196
- 2021 TD196
- 2021 TE196
- 2021 TF196
- 2021 TG196
- 2021 TJ196
- 2021 TK196
- 2021 TL196
- 2021 TM196
- 2021 TN196
- 2021 TO196
- 2021 TP196
- 2021 TQ196
- 2021 TR196
- 2021 TS196
- 2021 TT196
- 2021 TU196
- 2021 TV196
- 2021 TW196
- 2021 TX196
- 2021 TY196
- 2021 TZ196
- 2021 TA197
- 2021 TB197
- 2021 TC197
- 2021 TD197
- 2021 TE197
- 2021 TF197
- 2021 TG197
- 2021 TH197
- 2021 TJ197
- 2021 TK197
- 2021 TL197
- 2021 TM197
- 2021 TN197
- 2021 TO197
- 2021 TP197
- 2021 TQ197
- 2021 TR197
- 2021 TS197
- 2021 TU197
- 2021 TV197
- 2021 TW197
- 2021 TX197
- 2021 TY197
- 2021 TZ197
- 2021 TA198
- 2021 TB198
- 2021 TC198
- 2021 TD198
- 2021 TE198
- 2021 TF198
- 2021 TG198
- 2021 TJ198
- 2021 TK198
- 2021 TL198
- 2021 TM198
- 2021 TN198
- 2021 TO198
- 2021 TP198
- 2021 TQ198
- 2021 TR198
- 2021 TS198
- 2021 TT198
- 2021 TU198
- 2021 TV198
- 2021 TW198
- 2021 TX198
- 2021 TY198
- 2021 TZ198
- 2021 TA199
- 2021 TB199
- 2021 TC199
- 2021 TD199
- 2021 TE199
- 2021 TF199
- 2021 TG199
- 2021 TH199
- 2021 TJ199
- 2021 TK199
- 2021 TL199
- 2021 TM199
- 2021 TN199
- 2021 TO199
- 2021 TQ199
- 2021 TR199
- 2021 TS199
- 2021 TT199
- 2021 TU199
- 2021 TV199
- 2021 TW199
- 2021 TX199
- 2021 TY199
- 2021 TZ199
- 2021 TA200
- 2021 TB200
- 2021 TC200
- 2021 TD200
- 2021 TE200
- 2021 TF200
- 2021 TG200
- 2021 TH200
- 2021 TJ200
- 2021 TK200
- 2021 TL200
- 2021 TM200
- 2021 TN200
- 2021 TO200
- 2021 TP200
- 2021 TQ200
- 2021 TR200
- 2021 TS200
- 2021 TT200
- 2021 TU200
- 2021 TV200
- 2021 TW200
- 2021 TX200
- 2021 TY200
- 2021 TZ200
- 2021 TA201
- 2021 TB201
- 2021 TC201
- 2021 TD201
- 2021 TE201
- 2021 TF201
- 2021 TG201
- 2021 TH201
- 2021 TJ201
- 2021 TK201
- 2021 TL201
- 2021 TM201
- 2021 TN201
- 2021 TO201
- 2021 TP201
- 2021 TQ201
- 2021 TR201
- 2021 TS201
- 2021 TT201
- 2021 TU201
- 2021 TV201
- 2021 TW201
- 2021 TX201
- 2021 TY201
- 2021 TZ201
- 2021 TA202
- 2021 TB202
- 2021 TC202
- 2021 TD202
- 2021 TE202
- 2021 TF202
- 2021 TG202
- 2021 TH202
- 2021 TJ202
- 2021 TK202
- 2021 TL202
- 2021 TM202
- 2021 TN202
- 2021 TO202
- 2021 TP202
- 2021 TQ202
- 2021 TR202
- 2021 TS202
- 2021 TT202
- 2021 TU202
- 2021 TV202
- 2021 TW202
- 2021 TX202
- 2021 TY202
- 2021 TZ202
- 2021 TA203
- 2021 TB203
- 2021 TC203
- 2021 TD203
- 2021 TE203
- 2021 TF203
- 2021 TG203
- 2021 TH203
- 2021 TJ203
- 2021 TK203
- 2021 TL203
- 2021 TM203
- 2021 TN203
- 2021 TO203
- 2021 TP203
- 2021 TQ203
- 2021 TR203
- 2021 TS203
- 2021 TT203
- 2021 TU203
- 2021 TV203
- 2021 TW203
- 2021 TX203
- 2021 TY203
- 2021 TZ203
- 2021 TA204
- 2021 TB204
- 2021 TC204
- 2021 TD204
- 2021 TE204
- 2021 TF204
- 2021 TG204
- 2021 TH204
- 2021 TJ204
- 2021 TK204
- 2021 TL204
- 2021 TM204
- 2021 TN204
- 2021 TO204
- 2021 TP204
- 2021 TQ204
- 2021 TR204
- 2021 TS204
- 2021 TT204
- 2021 TU204
- 2021 TV204
- 2021 TW204
- 2021 TX204
- 2021 TY204
- 2021 TZ204
- 2021 TA205
- 2021 TB205
- 2021 TC205
- 2021 TD205
- 2021 TE205
- 2021 TF205
- 2021 TG205
- 2021 TH205
- 2021 TJ205
- 2021 TK205
- 2021 TL205
- 2021 TM205
- 2021 TN205
- 2021 TO205
- 2021 TP205
- 2021 TQ205
- 2021 TR205
- 2021 TS205
- 2021 TT205
- 2021 TU205
- 2021 TV205
- 2021 TW205
- 2021 TX205
- 2021 TY205
- 2021 TZ205
- 2021 TA206
- 2021 TB206
- 2021 TC206
- 2021 TD206
- 2021 TE206
- 2021 TF206
- 2021 TG206
- 2021 TH206
- 2021 TJ206
- 2021 TK206
- 2021 TL206
- 2021 TM206
- 2021 TN206
- 2021 TO206
- 2021 TP206
- 2021 TQ206
- 2021 TR206
- 2021 TS206
- 2021 TT206
- 2021 TU206
- 2021 TV206
- 2021 TW206
- 2021 TX206
- 2021 TY206
- 2021 TZ206
- 2021 TA207
- 2021 TB207
- 2021 TC207
- 2021 TD207
- 2021 TE207
- 2021 TF207
- 2021 TG207
- 2021 TH207
- 2021 TJ207
- 2021 TK207
- 2021 TL207
- 2021 TM207
- 2021 TN207
- 2021 TO207
- 2021 TP207
- 2021 TQ207
- 2021 TR207
- 2021 TS207
- 2021 TT207
- 2021 TU207
- 2021 TV207
- 2021 TW207
- 2021 TX207
- 2021 TY207
- 2021 TZ207
- 2021 TA208
- 2021 TB208
- 2021 TC208
- 2021 TD208
- 2021 TE208
- 2021 TF208
- 2021 TG208
- 2021 TH208
- 2021 TJ208
- 2021 TK208
- 2021 TL208
- 2021 TM208
- 2021 TN208
- 2021 TO208
- 2021 TP208
- 2021 TQ208
- 2021 TR208
- 2021 TS208
- 2021 TT208
- 2021 TU208
- 2021 TV208
- 2021 TX208
- 2021 TY208
- 2021 TZ208
- 2021 TA209
- 2021 TB209
- 2021 TC209
- 2021 TD209
- 2021 TE209
- 2021 TF209
- 2021 TG209
- 2021 TH209
- 2021 TJ209
- 2021 TK209
- 2021 TL209
- 2021 TM209
- 2021 TN209
- 2021 TO209
- 2021 TP209
- 2021 TQ209
- 2021 TR209
- 2021 TS209
- 2021 TT209
- 2021 TU209
- 2021 TV209
- 2021 TW209
- 2021 TX209
- 2021 TY209
- 2021 TZ209
- 2021 TA210
- 2021 TB210
- 2021 TC210
- 2021 TD210
- 2021 TE210
- 2021 TF210
- 2021 TG210
- 2021 TH210
- 2021 TJ210
- 2021 TK210
- 2021 TL210

### Du 16 au 31 octobre 2021
- 2021 UA
- 2021 UB
- 2021 UC
- 2021 UD
- 2021 UE
- 2021 UG
- 2021 UJ
- 2021 UK
- 2021 UL
- 2021 UM
- 2021 UN
- 2021 UO
- 2021 UP
- 2021 UQ
- 2021 UR
- 2021 US
- 2021 UT
- 2021 UU
- 2021 UV
- 2021 UW
- 2021 UX
- 2021 UY
- 2021 UZ
- 2021 UA1
- 2021 UB1
- 2021 UC1
- 2021 UD1
- 2021 UE1
- 2021 UF1
- 2021 UG1
- 2021 UH1
- 2021 UJ1
- 2021 UL1
- 2021 UM1
- 2021 UN1
- 2021 UO1
- 2021 UP1
- 2021 UQ1
- 2021 UR1
- 2021 US1
- 2021 UT1
- 2021 UU1
- 2021 UV1
- 2021 UW1
- 2021 UX1
- 2021 UY1
- 2021 UZ1
- 2021 UA2
- 2021 UB2
- 2021 UC2
- 2021 UD2
- 2021 UE2
- 2021 UF2
- 2021 UG2
- 2021 UH2
- 2021 UJ2
- 2021 UK2
- 2021 UL2
- 2021 UM2
- 2021 UN2
- 2021 UO2
- 2021 UP2
- 2021 UQ2
- 2021 UR2
- 2021 US2
- 2021 UT2
- 2021 UU2
- 2021 UV2
- 2021 UW2
- 2021 UX2
- 2021 UY2
- 2021 UZ2
- 2021 UA3
- 2021 UB3
- 2021 UC3
- 2021 UD3
- 2021 UE3
- 2021 UF3
- 2021 UG3
- 2021 UH3
- 2021 UJ3
- 2021 UK3
- 2021 UL3
- 2021 UM3
- 2021 UN3
- 2021 UO3
- 2021 UP3
- 2021 UQ3
- 2021 UR3
- 2021 US3
- 2021 UT3
- 2021 UU3
- 2021 UV3
- 2021 UW3
- 2021 UX3
- 2021 UY3
- 2021 UZ3
- 2021 UA4
- 2021 UB4
- 2021 UC4
- 2021 UD4
- 2021 UE4
- 2021 UF4
- 2021 UG4
- 2021 UH4
- 2021 UJ4
- 2021 UK4
- 2021 UL4
- 2021 UM4
- 2021 UN4
- 2021 UO4
- 2021 UP4
- 2021 UQ4
- 2021 UR4
- 2021 US4
- 2021 UT4
- 2021 UU4
- 2021 UW4
- 2021 UX4
- 2021 UY4
- 2021 UZ4
- 2021 UA5
- 2021 UB5
- 2021 UC5
- 2021 UE5
- 2021 UG5
- 2021 UH5
- 2021 UJ5
- 2021 UK5
- 2021 UL5
- 2021 UM5
- 2021 UN5
- 2021 UO5
- 2021 UP5
- 2021 UQ5
- 2021 UR5
- 2021 US5
- 2021 UT5
- 2021 UU5
- 2021 UV5
- 2021 UW5
- 2021 UX5
- 2021 UY5
- 2021 UZ5
- 2021 UA6
- 2021 UB6
- 2021 UC6
- 2021 UD6
- 2021 UE6
- 2021 UF6
- 2021 UG6
- 2021 UH6
- 2021 UJ6
- 2021 UK6
- 2021 UL6
- 2021 UM6
- 2021 UN6
- 2021 UO6
- 2021 UP6
- 2021 UQ6
- 2021 UR6
- 2021 US6
- 2021 UT6
- 2021 UU6
- 2021 UV6
- 2021 UW6
- 2021 UX6
- 2021 UY6
- 2021 UZ6
- 2021 UA7
- 2021 UB7
- 2021 UD7
- 2021 UE7
- 2021 UG7
- 2021 UK7
- 2021 UL7
- 2021 UM7
- 2021 UN7
- 2021 UO7
- 2021 UP7
- 2021 UQ7
- 2021 UR7
- 2021 US7
- 2021 UT7
- 2021 UU7
- 2021 UV7
- 2021 UW7
- 2021 UX7
- 2021 UY7
- 2021 UZ7
- 2021 UA8
- 2021 UB8
- 2021 UC8
- 2021 UD8
- 2021 UE8
- 2021 UF8
- 2021 UG8
- 2021 UH8
- 2021 UJ8
- 2021 UL8
- 2021 UM8
- 2021 UN8
- 2021 UO8
- 2021 UP8
- 2021 UQ8
- 2021 UR8
- 2021 US8
- 2021 UT8
- 2021 UU8
- 2021 UV8
- 2021 UW8
- 2021 UX8
- 2021 UY8
- 2021 UZ8
- 2021 UA9
- 2021 UB9
- 2021 UC9
- 2021 UD9
- 2021 UE9
- 2021 UF9
- 2021 UG9
- 2021 UH9
- 2021 UJ9
- 2021 UK9
- 2021 UL9
- 2021 UM9
- 2021 UN9
- 2021 UO9
- 2021 UP9
- 2021 UQ9
- 2021 UR9
- 2021 US9
- 2021 UU9
- 2021 UV9
- 2021 UX9
- 2021 UZ9
- 2021 UA10
- 2021 UB10
- 2021 UC10
- 2021 UD10
- 2021 UE10
- 2021 UF10
- 2021 UG10
- 2021 UH10
- 2021 UJ10
- 2021 UK10
- 2021 UL10
- 2021 UM10
- 2021 UO10
- 2021 UP10
- 2021 UR10
- 2021 US10
- 2021 UT10
- 2021 UU10
- 2021 UV10
- 2021 UW10
- 2021 UX10
- 2021 UY10
- 2021 UZ10
- 2021 UA11
- 2021 UB11
- 2021 UC11
- 2021 UD11
- 2021 UE11
- 2021 UF11
- 2021 UG11
- 2021 UH11
- 2021 UJ11
- 2021 UK11
- 2021 UN11
- 2021 UO11
- 2021 UP11
- 2021 UQ11
- 2021 UT11
- 2021 UU11
- 2021 UV11
- 2021 UW11
- 2021 UX11
- 2021 UY11
- 2021 UZ11
- 2021 UA12
- 2021 UB12
- 2021 UC12
- 2021 UD12
- 2021 UE12
- 2021 UF12
- 2021 UG12
- 2021 UH12
- 2021 UJ12
- 2021 UM12
- 2021 UN12
- 2021 UP12
- 2021 UQ12
- 2021 UR12
- 2021 UU12
- 2021 UV12
- 2021 UW12
- 2021 UX12
- 2021 UY12
- 2021 UZ12
- 2021 UC13
- 2021 UD13
- 2021 UF13
- 2021 UG13
- 2021 UH13
- 2021 UL13
- 2021 UM13
- 2021 UO13
- 2021 UR13
- 2021 US13
- 2021 UT13
- 2021 UV13
- 2021 UW13
- 2021 UX13
- 2021 UY13
- 2021 UZ13
- 2021 UA14
- 2021 UC14
- 2021 UD14
- 2021 UE14
- 2021 UG14
- 2021 UJ14
- 2021 UK14
- 2021 UL14
- 2021 UM14
- 2021 UO14
- 2021 UP14
- 2021 UQ14
- 2021 UR14
- 2021 US14
- 2021 UT14
- 2021 UU14
- 2021 UV14
- 2021 UW14
- 2021 UX14
- 2021 UZ14
- 2021 UA15
- 2021 UB15
- 2021 UC15
- 2021 UD15
- 2021 UE15
- 2021 UF15
- 2021 UG15
- 2021 UJ15
- 2021 UK15
- 2021 UM15
- 2021 UN15
- 2021 UP15
- 2021 UQ15
- 2021 US15
- 2021 UT15
- 2021 UU15
- 2021 UV15
- 2021 UW15
- 2021 UX15
- 2021 UY15
- 2021 UZ15
- 2021 UA16
- 2021 UB16
- 2021 UC16
- 2021 UD16
- 2021 UE16
- 2021 UF16
- 2021 UG16
- 2021 UJ16
- 2021 UK16
- 2021 UL16
- 2021 UM16
- 2021 UN16
- 2021 UP16
- 2021 UQ16
- 2021 UR16
- 2021 US16
- 2021 UT16
- 2021 UU16
- 2021 UV16
- 2021 UW16
- 2021 UX16
- 2021 UY16
- 2021 UZ16
- 2021 UA17
- 2021 UB17
- 2021 UC17
- 2021 UD17
- 2021 UE17
- 2021 UF17
- 2021 UG17
- 2021 UH17
- 2021 UJ17
- 2021 UK17
- 2021 UL17
- 2021 UN17
- 2021 UP17
- 2021 UQ17
- 2021 UR17
- 2021 US17
- 2021 UT17
- 2021 UU17
- 2021 UV17
- 2021 UW17
- 2021 UY17
- 2021 UZ17
- 2021 UA18
- 2021 UB18
- 2021 UC18
- 2021 UD18
- 2021 UE18
- 2021 UH18
- 2021 UJ18
- 2021 UK18
- 2021 UM18
- 2021 UN18
- 2021 UO18
- 2021 UQ18
- 2021 UR18
- 2021 US18
- 2021 UT18
- 2021 UU18
- 2021 UV18
- 2021 UW18
- 2021 UX18
- 2021 UZ18
- 2021 UA19
- 2021 UB19
- 2021 UC19
- 2021 UD19
- 2021 UF19
- 2021 UG19
- 2021 UH19
- 2021 UJ19
- 2021 UL19
- 2021 UM19
- 2021 UN19
- 2021 UO19
- 2021 UP19
- 2021 UQ19
- 2021 US19
- 2021 UU19
- 2021 UX19
- 2021 UY19
- 2021 UZ19
- 2021 UA20
- 2021 UB20
- 2021 UC20
- 2021 UD20
- 2021 UE20
- 2021 UH20
- 2021 UJ20
- 2021 UK20
- 2021 UM20
- 2021 UN20
- 2021 UO20
- 2021 UP20
- 2021 US20
- 2021 UU20
- 2021 UV20
- 2021 UY20
- 2021 UZ20
- 2021 UA21
- 2021 UB21
- 2021 UD21
- 2021 UE21
- 2021 UK21
- 2021 UM21
- 2021 UN21
- 2021 UP21
- 2021 UQ21
- 2021 UR21
- 2021 US21
- 2021 UT21
- 2021 UU21
- 2021 UV21
- 2021 UW21
- 2021 UX21
- 2021 UY21
- 2021 UZ21
- 2021 UA22
- 2021 UB22
- 2021 UC22
- 2021 UD22
- 2021 UG22
- 2021 UH22
- 2021 UJ22
- 2021 UK22
- 2021 UL22
- 2021 UM22
- 2021 UO22
- 2021 UP22
- 2021 UQ22
- 2021 UR22
- 2021 US22
- 2021 UT22
- 2021 UV22
- 2021 UW22
- 2021 UY22
- 2021 UZ22
- 2021 UA23
- 2021 UB23
- 2021 UC23
- 2021 UE23
- 2021 UF23
- 2021 UH23
- 2021 UJ23
- 2021 UL23
- 2021 UM23
- 2021 UN23
- 2021 UO23
- 2021 UP23
- 2021 UR23
- 2021 US23
- 2021 UT23
- 2021 UU23
- 2021 UZ23
- 2021 UB24
- 2021 UC24
- 2021 UF24
- 2021 UG24
- 2021 UH24
- 2021 UJ24
- 2021 UK24
- 2021 UL24
- 2021 UM24
- 2021 UN24
- 2021 UO24
- 2021 UP24
- 2021 UQ24
- 2021 UR24
- 2021 US24
- 2021 UT24
- 2021 UU24
- 2021 UV24
- 2021 UW24
- 2021 UX24
- 2021 UY24
- 2021 UZ24
- 2021 UA25
- 2021 UC25
- 2021 UD25
- 2021 UG25
- 2021 UH25
- 2021 UJ25
- 2021 UK25
- 2021 UM25
- 2021 UN25
- 2021 UO25
- 2021 UP25
- 2021 US25
- 2021 UT25
- 2021 UU25
- 2021 UW25
- 2021 UX25
- 2021 UZ25
- 2021 UA26
- 2021 UB26
- 2021 UC26
- 2021 UD26
- 2021 UE26
- 2021 UF26
- 2021 UG26
- 2021 UH26
- 2021 UJ26
- 2021 UK26
- 2021 UL26
- 2021 UM26
- 2021 UN26
- 2021 UO26
- 2021 UP26
- 2021 US26
- 2021 UT26
- 2021 UU26
- 2021 UV26
- 2021 UW26
- 2021 UX26
- 2021 UZ26
- 2021 UA27
- 2021 UB27
- 2021 UC27
- 2021 UF27
- 2021 UG27
- 2021 UH27
- 2021 UJ27
- 2021 UK27
- 2021 UM27
- 2021 UN27
- 2021 UP27
- 2021 UQ27
- 2021 UR27
- 2021 US27
- 2021 UT27
- 2021 UU27
- 2021 UV27
- 2021 UW27
- 2021 UX27
- 2021 UY27
- 2021 UZ27
- 2021 UA28
- 2021 UB28
- 2021 UC28
- 2021 UD28
- 2021 UE28
- 2021 UF28
- 2021 UG28
- 2021 UH28
- 2021 UJ28
- 2021 UL28
- 2021 UM28
- 2021 UN28
- 2021 UO28
- 2021 UP28
- 2021 UQ28
- 2021 UR28
- 2021 US28
- 2021 UU28
- 2021 UV28
- 2021 UW28
- 2021 UY28
- 2021 UZ28
- 2021 UA29
- 2021 UB29
- 2021 UC29
- 2021 UD29
- 2021 UE29
- 2021 UG29
- 2021 UH29
- 2021 UL29
- 2021 UM29
- 2021 UN29
- 2021 UO29
- 2021 UP29
- 2021 UQ29
- 2021 UR29
- 2021 US29
- 2021 UT29
- 2021 UU29
- 2021 UV29
- 2021 UW29
- 2021 UY29
- 2021 UZ29
- 2021 UA30
- 2021 UB30
- 2021 UD30
- 2021 UE30
- 2021 UF30
- 2021 UG30
- 2021 UH30
- 2021 UJ30
- 2021 UL30
- 2021 UM30
- 2021 UN30
- 2021 UO30
- 2021 UQ30
- 2021 UR30
- 2021 US30
- 2021 UT30
- 2021 UV30
- 2021 UW30
- 2021 UX30
- 2021 UY30
- 2021 UZ30
- 2021 UA31
- 2021 UB31
- 2021 UC31
- 2021 UD31
- 2021 UE31
- 2021 UF31
- 2021 UG31
- 2021 UH31
- 2021 UK31
- 2021 UL31
- 2021 UN31
- 2021 UO31
- 2021 UP31
- 2021 UQ31
- 2021 UR31
- 2021 US31
- 2021 UT31
- 2021 UV31
- 2021 UW31
- 2021 UX31
- 2021 UY31
- 2021 UZ31
- 2021 UA32
- 2021 UB32
- 2021 UC32
- 2021 UD32
- 2021 UE32
- 2021 UF32
- 2021 UG32
- 2021 UH32
- 2021 UL32
- 2021 UM32
- 2021 UN32
- 2021 UO32
- 2021 UP32
- 2021 UQ32
- 2021 UR32
- 2021 US32
- 2021 UT32
- 2021 UU32
- 2021 UV32
- 2021 UW32
- 2021 UX32
- 2021 UY32
- 2021 UZ32
- 2021 UA33
- 2021 UB33
- 2021 UC33
- 2021 UD33
- 2021 UE33
- 2021 UF33
- 2021 UH33
- 2021 UK33
- 2021 UL33
- 2021 UM33
- 2021 UN33
- 2021 UO33
- 2021 UP33
- 2021 UQ33
- 2021 UR33
- 2021 US33
- 2021 UT33
- 2021 UU33
- 2021 UV33
- 2021 UW33
- 2021 UX33
- 2021 UY33
- 2021 UZ33
- 2021 UA34
- 2021 UB34
- 2021 UC34
- 2021 UD34
- 2021 UE34
- 2021 UF34
- 2021 UG34
- 2021 UH34
- 2021 UJ34
- 2021 UK34
- 2021 UL34
- 2021 UN34
- 2021 UO34
- 2021 UP34
- 2021 UQ34
- 2021 UR34
- 2021 US34
- 2021 UV34
- 2021 UW34
- 2021 UX34
- 2021 UY34
- 2021 UZ34
- 2021 UA35
- 2021 UB35
- 2021 UD35
- 2021 UF35
- 2021 UG35
- 2021 UH35
- 2021 UJ35
- 2021 UM35
- 2021 UO35
- 2021 UP35
- 2021 UQ35
- 2021 UR35
- 2021 US35
- 2021 UU35
- 2021 UV35
- 2021 UW35
- 2021 UX35
- 2021 UY35
- 2021 UZ35
- 2021 UA36
- 2021 UC36
- 2021 UD36
- 2021 UG36
- 2021 UH36
- 2021 UJ36
- 2021 UK36
- 2021 UL36
- 2021 UN36
- 2021 UO36
- 2021 UP36
- 2021 UQ36
- 2021 UR36
- 2021 US36
- 2021 UT36
- 2021 UU36
- 2021 UV36
- 2021 UW36
- 2021 UX36
- 2021 UY36
- 2021 UZ36
- 2021 UA37
- 2021 UB37
- 2021 UC37
- 2021 UD37
- 2021 UE37
- 2021 UF37
- 2021 UG37
- 2021 UH37
- 2021 UJ37
- 2021 UK37
- 2021 UL37
- 2021 UM37
- 2021 UO37
- 2021 UP37
- 2021 UR37
- 2021 UT37
- 2021 UV37
- 2021 UW37
- 2021 UX37
- 2021 UA38
- 2021 UB38
- 2021 UC38
- 2021 UD38
- 2021 UE38
- 2021 UF38
- 2021 UH38
- 2021 UJ38
- 2021 UK38
- 2021 UL38
- 2021 UM38
- 2021 UO38
- 2021 UP38
- 2021 UQ38
- 2021 UR38
- 2021 US38
- 2021 UT38
- 2021 UU38
- 2021 UV38
- 2021 UW38
- 2021 UX38
- 2021 UY38
- 2021 UZ38
- 2021 UA39
- 2021 UB39
- 2021 UC39
- 2021 UD39
- 2021 UE39
- 2021 UF39
- 2021 UG39
- 2021 UH39
- 2021 UJ39
- 2021 UK39
- 2021 UL39
- 2021 UM39
- 2021 UN39
- 2021 UO39
- 2021 UP39
- 2021 UR39
- 2021 US39
- 2021 UT39
- 2021 UU39
- 2021 UV39
- 2021 UW39
- 2021 UX39
- 2021 UY39
- 2021 UZ39
- 2021 UA40
- 2021 UB40
- 2021 UC40
- 2021 UE40
- 2021 UF40
- 2021 UG40
- 2021 UH40
- 2021 UJ40
- 2021 UK40
- 2021 UL40
- 2021 UM40
- 2021 UN40
- 2021 UO40
- 2021 UQ40
- 2021 UR40
- 2021 US40
- 2021 UU40
- 2021 UV40
- 2021 UX40
- 2021 UZ40
- 2021 UA41
- 2021 UC41
- 2021 UE41
- 2021 UF41
- 2021 UG41
- 2021 UH41
- 2021 UJ41
- 2021 UK41
- 2021 UL41
- 2021 UM41
- 2021 UN41
- 2021 UO41
- 2021 UP41
- 2021 UQ41
- 2021 UR41
- 2021 US41
- 2021 UT41
- 2021 UU41
- 2021 UV41
- 2021 UW41
- 2021 UX41
- 2021 UY41
- 2021 UZ41
- 2021 UA42
- 2021 UB42
- 2021 UC42
- 2021 UD42
- 2021 UE42
- 2021 UF42
- 2021 UG42
- 2021 UH42
- 2021 UJ42
- 2021 UK42
- 2021 UL42
- 2021 UM42
- 2021 UN42
- 2021 UO42
- 2021 UP42
- 2021 UQ42
- 2021 UR42
- 2021 US42
- 2021 UU42
- 2021 UV42
- 2021 UX42
- 2021 UY42
- 2021 UZ42
- 2021 UA43
- 2021 UB43
- 2021 UC43
- 2021 UE43
- 2021 UF43
- 2021 UG43
- 2021 UH43
- 2021 UK43
- 2021 UL43
- 2021 UN43
- 2021 UO43
- 2021 UP43
- 2021 UQ43
- 2021 UR43
- 2021 US43
- 2021 UT43
- 2021 UW43
- 2021 UX43
- 2021 UZ43
- 2021 UB44
- 2021 UC44
- 2021 UD44
- 2021 UE44
- 2021 UF44
- 2021 UG44
- 2021 UJ44
- 2021 UK44
- 2021 UL44
- 2021 UM44
- 2021 UN44
- 2021 UO44
- 2021 UP44
- 2021 UQ44
- 2021 UR44
- 2021 US44
- 2021 UT44
- 2021 UU44
- 2021 UV44
- 2021 UW44
- 2021 UX44
- 2021 UY44
- 2021 UZ44
- 2021 UB45
- 2021 UD45
- 2021 UE45
- 2021 UF45
- 2021 UG45
- 2021 UJ45
- 2021 UL45
- 2021 UM45
- 2021 UN45
- 2021 UO45
- 2021 UP45
- 2021 UQ45
- 2021 UR45
- 2021 US45
- 2021 UT45
- 2021 UU45
- 2021 UV45
- 2021 UW45
- 2021 UX45
- 2021 UY45
- 2021 UA46
- 2021 UB46
- 2021 UC46
- 2021 UD46
- 2021 UF46
- 2021 UG46
- 2021 UH46
- 2021 UJ46
- 2021 UK46
- 2021 UM46
- 2021 UN46
- 2021 UO46
- 2021 UP46
- 2021 UQ46
- 2021 US46
- 2021 UU46
- 2021 UV46
- 2021 UW46
- 2021 UX46
- 2021 UY46
- 2021 UZ46
- 2021 UA47
- 2021 UC47
- 2021 UD47
- 2021 UE47
- 2021 UF47
- 2021 UG47
- 2021 UH47
- 2021 UJ47
- 2021 UM47
- 2021 UN47
- 2021 UO47
- 2021 UP47
- 2021 UR47
- 2021 US47
- 2021 UT47
- 2021 UV47
- 2021 UW47
- 2021 UX47
- 2021 UY47
- 2021 UZ47
- 2021 UA48
- 2021 UB48
- 2021 UD48
- 2021 UE48
- 2021 UF48
- 2021 UG48
- 2021 UH48
- 2021 UJ48
- 2021 UL48
- 2021 UM48
- 2021 UN48
- 2021 UP48
- 2021 UR48
- 2021 US48
- 2021 UT48
- 2021 UU48
- 2021 UV48
- 2021 UW48
- 2021 UX48
- 2021 UA49
- 2021 UB49
- 2021 UC49
- 2021 UD49
- 2021 UE49
- 2021 UF49
- 2021 UG49
- 2021 UK49
- 2021 UM49
- 2021 UN49
- 2021 UO49
- 2021 UQ49
- 2021 US49
- 2021 UT49
- 2021 UU49
- 2021 UV49
- 2021 UW49
- 2021 UX49
- 2021 UZ49
- 2021 UB50
- 2021 UC50
- 2021 UD50
- 2021 UE50
- 2021 UF50
- 2021 UH50
- 2021 UJ50
- 2021 UK50
- 2021 UL50
- 2021 UM50
- 2021 UN50
- 2021 UO50
- 2021 UP50
- 2021 UQ50
- 2021 UR50
- 2021 US50
- 2021 UT50
- 2021 UU50
- 2021 UV50
- 2021 UW50
- 2021 UX50
- 2021 UZ50
- 2021 UA51
- 2021 UB51
- 2021 UC51
- 2021 UD51
- 2021 UE51
- 2021 UF51
- 2021 UG51
- 2021 UH51
- 2021 UJ51
- 2021 UK51
- 2021 UL51
- 2021 UM51
- 2021 UN51
- 2021 UO51
- 2021 UP51
- 2021 UQ51
- 2021 UR51
- 2021 US51
- 2021 UU51
- 2021 UV51
- 2021 UW51
- 2021 UX51
- 2021 UY51
- 2021 UB52
- 2021 UD52
- 2021 UE52
- 2021 UF52
- 2021 UG52
- 2021 UH52
- 2021 UJ52
- 2021 UK52
- 2021 UL52
- 2021 UM52
- 2021 UO52
- 2021 UP52
- 2021 UQ52
- 2021 UR52
- 2021 US52
- 2021 UT52
- 2021 UU52
- 2021 UV52
- 2021 UW52
- 2021 UX52
- 2021 UY52
- 2021 UZ52
- 2021 UA53
- 2021 UB53
- 2021 UC53
- 2021 UD53
- 2021 UE53
- 2021 UF53
- 2021 UG53
- 2021 UH53
- 2021 UJ53
- 2021 UK53
- 2021 UL53
- 2021 UM53
- 2021 UN53
- 2021 UO53
- 2021 UP53
- 2021 UQ53
- 2021 UR53
- 2021 US53
- 2021 UT53
- 2021 UU53
- 2021 UV53
- 2021 UW53
- 2021 UX53
- 2021 UB54
- 2021 UC54
- 2021 UD54
- 2021 UE54
- 2021 UF54
- 2021 UG54
- 2021 UH54
- 2021 UJ54
- 2021 UK54
- 2021 UL54
- 2021 UM54
- 2021 UN54
- 2021 UP54
- 2021 UQ54
- 2021 UR54
- 2021 US54
- 2021 UT54
- 2021 UU54
- 2021 UV54
- 2021 UW54
- 2021 UX54
- 2021 UY54
- 2021 UZ54
- 2021 UA55
- 2021 UC55
- 2021 UD55
- 2021 UE55
- 2021 UF55
- 2021 UG55
- 2021 UH55
- 2021 UJ55
- 2021 UK55
- 2021 UL55
- 2021 UM55
- 2021 UN55
- 2021 UO55
- 2021 UP55
- 2021 UQ55
- 2021 UR55
- 2021 US55
- 2021 UT55
- 2021 UU55
- 2021 UV55
- 2021 UW55
- 2021 UX55
- 2021 UY55
- 2021 UZ55
- 2021 UA56
- 2021 UB56
- 2021 UC56
- 2021 UD56
- 2021 UE56
- 2021 UF56
- 2021 UG56
- 2021 UK56
- 2021 UL56
- 2021 UM56
- 2021 UN56
- 2021 UO56
- 2021 UP56
- 2021 UQ56
- 2021 US56
- 2021 UU56
- 2021 UV56
- 2021 UW56
- 2021 UX56
- 2021 UY56
- 2021 UZ56
- 2021 UA57
- 2021 UC57
- 2021 UD57
- 2021 UE57
- 2021 UF57
- 2021 UG57
- 2021 UH57
- 2021 UJ57
- 2021 UL57
- 2021 UO57
- 2021 UP57
- 2021 UR57
- 2021 US57
- 2021 UT57
- 2021 UU57
- 2021 UV57
- 2021 UW57
- 2021 UX57
- 2021 UY57
- 2021 UA58
- 2021 UC58
- 2021 UD58
- 2021 UE58
- 2021 UF58
- 2021 UG58
- 2021 UJ58
- 2021 UK58
- 2021 UL58
- 2021 UM58
- 2021 UN58
- 2021 UO58
- 2021 UP58
- 2021 UQ58
- 2021 UR58
- 2021 US58
- 2021 UT58
- 2021 UV58
- 2021 UW58
- 2021 UX58
- 2021 UY58
- 2021 UZ58
- 2021 UA59
- 2021 UB59
- 2021 UC59
- 2021 UD59
- 2021 UE59
- 2021 UF59
- 2021 UG59
- 2021 UH59
- 2021 UJ59
- 2021 UK59
- 2021 UL59
- 2021 UM59
- 2021 UN59
- 2021 UO59
- 2021 UP59
- 2021 UQ59
- 2021 UR59
- 2021 US59
- 2021 UT59
- 2021 UU59
- 2021 UV59
- 2021 UX59
- 2021 UY59
- 2021 UZ59
- 2021 UA60
- 2021 UB60
- 2021 UC60
- 2021 UE60
- 2021 UF60
- 2021 UH60
- 2021 UK60
- 2021 UL60
- 2021 UM60
- 2021 UN60
- 2021 UO60
- 2021 UQ60
- 2021 UR60
- 2021 US60
- 2021 UU60
- 2021 UV60
- 2021 UW60
- 2021 UX60
- 2021 UY60
- 2021 UZ60
- 2021 UA61
- 2021 UB61
- 2021 UC61
- 2021 UD61
- 2021 UE61
- 2021 UF61
- 2021 UG61
- 2021 UH61
- 2021 UJ61
- 2021 UK61
- 2021 UL61
- 2021 UM61
- 2021 UN61
- 2021 UO61
- 2021 UP61
- 2021 UQ61
- 2021 US61
- 2021 UT61
- 2021 UU61
- 2021 UV61
- 2021 UW61
- 2021 UX61
- 2021 UY61
- 2021 UZ61
- 2021 UB62
- 2021 UC62
- 2021 UE62
- 2021 UF62
- 2021 UG62
- 2021 UH62
- 2021 UJ62
- 2021 UL62
- 2021 UN62
- 2021 UO62
- 2021 UP62
- 2021 UQ62
- 2021 UR62
- 2021 US62
- 2021 UT62
- 2021 UU62
- 2021 UV62
- 2021 UW62
- 2021 UX62
- 2021 UY62
- 2021 UZ62
- 2021 UA63
- 2021 UB63
- 2021 UC63
- 2021 UD63
- 2021 UE63
- 2021 UF63
- 2021 UG63
- 2021 UH63
- 2021 UJ63
- 2021 UK63
- 2021 UL63
- 2021 UM63
- 2021 UN63
- 2021 UO63
- 2021 UP63
- 2021 UR63
- 2021 US63
- 2021 UT63
- 2021 UU63
- 2021 UV63
- 2021 UW63
- 2021 UX63
- 2021 UY63
- 2021 UZ63
- 2021 UA64
- 2021 UC64
- 2021 UD64
- 2021 UE64
- 2021 UF64
- 2021 UH64
- 2021 UK64
- 2021 UL64
- 2021 UM64
- 2021 UN64
- 2021 UP64
- 2021 UQ64
- 2021 US64
- 2021 UT64
- 2021 UU64
- 2021 UV64
- 2021 UX64
- 2021 UY64
- 2021 UZ64
- 2021 UB65
- 2021 UC65
- 2021 UD65
- 2021 UE65
- 2021 UF65
- 2021 UG65
- 2021 UH65
- 2021 UJ65
- 2021 UK65
- 2021 UN65
- 2021 UP65
- 2021 UQ65
- 2021 UR65
- 2021 US65
- 2021 UT65
- 2021 UU65
- 2021 UV65
- 2021 UW65
- 2021 UX65
- 2021 UY65
- 2021 UZ65
- 2021 UA66
- 2021 UB66
- 2021 UD66
- 2021 UF66
- 2021 UG66
- 2021 UH66
- 2021 UJ66
- 2021 UK66
- 2021 UL66
- 2021 UM66
- 2021 UN66
- 2021 UO66
- 2021 UP66
- 2021 UQ66
- 2021 UR66
- 2021 US66
- 2021 UU66
- 2021 UV66
- 2021 UX66
- 2021 UY66
- 2021 UZ66
- 2021 UA67
- 2021 UC67
- 2021 UD67
- 2021 UE67
- 2021 UF67
- 2021 UG67
- 2021 UH67
- 2021 UJ67
- 2021 UK67
- 2021 UL67
- 2021 UM67
- 2021 UN67
- 2021 UO67
- 2021 UP67
- 2021 UQ67
- 2021 UR67
- 2021 US67
- 2021 UT67
- 2021 UV67
- 2021 UW67
- 2021 UX67
- 2021 UY67
- 2021 UZ67
- 2021 UA68
- 2021 UB68
- 2021 UC68
- 2021 UD68
- 2021 UE68
- 2021 UF68
- 2021 UG68
- 2021 UH68
- 2021 UJ68
- 2021 UK68
- 2021 UL68
- 2021 UN68
- 2021 UO68
- 2021 UP68
- 2021 UQ68
- 2021 US68
- 2021 UT68
- 2021 UU68
- 2021 UV68
- 2021 UW68
- 2021 UX68
- 2021 UY68
- 2021 UZ68
- 2021 UA69
- 2021 UB69
- 2021 UC69
- 2021 UD69
- 2021 UE69
- 2021 UG69
- 2021 UH69
- 2021 UJ69
- 2021 UK69
- 2021 UL69
- 2021 UM69
- 2021 UN69
- 2021 UO69
- 2021 UP69
- 2021 UQ69
- 2021 UT69
- 2021 UU69
- 2021 UV69
- 2021 UX69
- 2021 UY69
- 2021 UZ69
- 2021 UA70
- 2021 UB70
- 2021 UC70
- 2021 UD70
- 2021 UE70
- 2021 UF70
- 2021 UG70
- 2021 UH70
- 2021 UJ70
- 2021 UK70
- 2021 UL70
- 2021 UN70
- 2021 UO70
- 2021 UP70
- 2021 UQ70
- 2021 UR70
- 2021 US70
- 2021 UU70
- 2021 UW70
- 2021 UX70
- 2021 UY70
- 2021 UZ70
- 2021 UA71
- 2021 UB71
- 2021 UC71
- 2021 UD71
- 2021 UF71
- 2021 UG71
- 2021 UH71
- 2021 UJ71
- 2021 UK71
- 2021 UM71
- 2021 UO71
- 2021 UQ71
- 2021 UR71
- 2021 UV71
- 2021 UY71
- 2021 UZ71
- 2021 UA72
- 2021 UB72
- 2021 UC72
- 2021 UD72
- 2021 UE72
- 2021 UF72
- 2021 UG72
- 2021 UH72
- 2021 UJ72
- 2021 UK72
- 2021 UM72
- 2021 UN72
- 2021 UO72
- 2021 UQ72
- 2021 US72
- 2021 UT72
- 2021 UV72
- 2021 UW72
- 2021 UX72
- 2021 UY72
- 2021 UZ72
- 2021 UA73
- 2021 UB73
- 2021 UD73
- 2021 UE73
- 2021 UH73
- 2021 UJ73
- 2021 UL73
- 2021 UM73
- 2021 UN73
- 2021 UO73
- 2021 UP73
- 2021 UQ73
- 2021 UR73
- 2021 US73
- 2021 UT73
- 2021 UU73
- 2021 UV73
- 2021 UW73
- 2021 UX73
- 2021 UY73
- 2021 UZ73
- 2021 UA74
- 2021 UC74
- 2021 UD74
- 2021 UE74
- 2021 UF74
- 2021 UG74
- 2021 UH74
- 2021 UJ74
- 2021 UK74
- 2021 UL74
- 2021 UM74
- 2021 UN74
- 2021 UO74
- 2021 UP74
- 2021 UQ74
- 2021 UR74
- 2021 US74
- 2021 UT74
- 2021 UU74
- 2021 UV74
- 2021 UW74
- 2021 UX74
- 2021 UY74
- 2021 UZ74
- 2021 UA75
- 2021 UB75
- 2021 UC75
- 2021 UD75
- 2021 UE75
- 2021 UF75
- 2021 UG75
- 2021 UH75
- 2021 UJ75
- 2021 UK75
- 2021 UL75
- 2021 UM75
- 2021 UN75
- 2021 UO75
- 2021 UP75
- 2021 UQ75
- 2021 UR75
- 2021 US75
- 2021 UT75
- 2021 UU75
- 2021 UV75
- 2021 UW75
- 2021 UX75
- 2021 UY75
- 2021 UZ75
- 2021 UA76
- 2021 UB76
- 2021 UC76
- 2021 UD76
- 2021 UE76
- 2021 UF76
- 2021 UG76
- 2021 UH76
- 2021 UJ76
- 2021 UK76
- 2021 UL76
- 2021 UM76
- 2021 UN76
- 2021 UO76
- 2021 UP76
- 2021 UQ76
- 2021 UR76
- 2021 US76
- 2021 UT76
- 2021 UU76
- 2021 UV76
- 2021 UW76
- 2021 UX76
- 2021 UY76
- 2021 UZ76
- 2021 UA77
- 2021 UB77
- 2021 UC77
- 2021 UD77
- 2021 UE77
- 2021 UF77
- 2021 UG77
- 2021 UH77
- 2021 UJ77
- 2021 UK77
- 2021 UM77
- 2021 UN77
- 2021 UO77
- 2021 UP77
- 2021 UQ77
- 2021 UR77
- 2021 US77
- 2021 UT77
- 2021 UU77
- 2021 UV77
- 2021 UW77
- 2021 UX77
- 2021 UY77
- 2021 UZ77
- 2021 UA78
- 2021 UB78
- 2021 UC78
- 2021 UD78
- 2021 UE78
- 2021 UF78
- 2021 UG78
- 2021 UH78
- 2021 UJ78
- 2021 UK78
- 2021 UL78
- 2021 UM78
- 2021 UN78
- 2021 UO78
- 2021 UP78
- 2021 UQ78
- 2021 UR78
- 2021 US78
- 2021 UT78
- 2021 UU78
- 2021 UV78
- 2021 UW78
- 2021 UX78
- 2021 UY78
- 2021 UZ78
- 2021 UA79
- 2021 UB79
- 2021 UC79
- 2021 UD79
- 2021 UE79
- 2021 UF79
- 2021 UG79
- 2021 UH79
- 2021 UJ79
- 2021 UK79
- 2021 UM79
- 2021 UN79
- 2021 UP79
- 2021 UQ79
- 2021 UR79
- 2021 US79
- 2021 UT79
- 2021 UU79
- 2021 UV79
- 2021 UX79
- 2021 UY79
- 2021 UA80
- 2021 UC80
- 2021 UD80
- 2021 UE80
- 2021 UF80
- 2021 UJ80
- 2021 UK80
- 2021 UL80
- 2021 UM80
- 2021 UN80
- 2021 UO80
- 2021 UP80
- 2021 UQ80
- 2021 UR80
- 2021 US80
- 2021 UV80
- 2021 UW80
- 2021 UX80
- 2021 UY80
- 2021 UZ80
- 2021 UA81
- 2021 UB81
- 2021 UC81
- 2021 UD81
- 2021 UE81
- 2021 UF81
- 2021 UG81
- 2021 UH81
- 2021 UJ81
- 2021 UK81
- 2021 UL81
- 2021 UM81
- 2021 UN81
- 2021 UO81
- 2021 UP81
- 2021 UQ81
- 2021 UR81
- 2021 US81
- 2021 UT81
- 2021 UU81
- 2021 UV81
- 2021 UW81
- 2021 UX81
- 2021 UY81
- 2021 UZ81
- 2021 UA82
- 2021 UB82
- 2021 UC82
- 2021 UD82
- 2021 UE82
- 2021 UF82
- 2021 UG82
- 2021 UH82
- 2021 UJ82
- 2021 UK82
- 2021 UL82
- 2021 UM82
- 2021 UN82
- 2021 UO82
- 2021 UP82
- 2021 UQ82
- 2021 UR82
- 2021 US82
- 2021 UT82
- 2021 UU82
- 2021 UV82
- 2021 UW82
- 2021 UX82
- 2021 UY82
- 2021 UZ82
- 2021 UA83
- 2021 UB83
- 2021 UD83
- 2021 UE83
- 2021 UF83
- 2021 UG83
- 2021 UH83
- 2021 UJ83
- 2021 UL83
- 2021 UM83
- 2021 UN83
- 2021 UO83
- 2021 UP83
- 2021 UQ83
- 2021 UR83
- 2021 US83
- 2021 UT83
- 2021 UU83
- 2021 UV83
- 2021 UX83
- 2021 UY83
- 2021 UZ83
- 2021 UA84
- 2021 UB84
- 2021 UC84
- 2021 UD84
- 2021 UE84
- 2021 UF84
- 2021 UH84
- 2021 UJ84
- 2021 UK84
- 2021 UL84
- 2021 UM84
- 2021 UN84
- 2021 UP84
- 2021 UQ84
- 2021 UR84
- 2021 US84
- 2021 UT84
- 2021 UU84
- 2021 UV84
- 2021 UX84
- 2021 UY84
- 2021 UZ84
- 2021 UA85
- 2021 UB85
- 2021 UC85
- 2021 UD85
- 2021 UE85
- 2021 UF85
- 2021 UG85
- 2021 UH85
- 2021 UJ85
- 2021 UK85
- 2021 UL85
- 2021 UN85
- 2021 UO85
- 2021 UP85
- 2021 UQ85
- 2021 UR85
- 2021 US85
- 2021 UT85
- 2021 UU85
- 2021 UV85
- 2021 UW85
- 2021 UX85
- 2021 UY85
- 2021 UZ85
- 2021 UA86
- 2021 UB86
- 2021 UC86
- 2021 UD86
- 2021 UE86
- 2021 UF86
- 2021 UG86
- 2021 UH86
- 2021 UJ86
- 2021 UK86
- 2021 UL86
- 2021 UN86
- 2021 UO86
- 2021 UP86
- 2021 UQ86
- 2021 UR86
- 2021 US86
- 2021 UT86
- 2021 UU86
- 2021 UV86
- 2021 UW86
- 2021 UX86
- 2021 UY86
- 2021 UZ86
- 2021 UA87
- 2021 UB87
- 2021 UC87
- 2021 UD87
- 2021 UE87
- 2021 UF87
- 2021 UG87
- 2021 UH87
- 2021 UJ87
- 2021 UK87
- 2021 UL87
- 2021 UM87
- 2021 UN87
- 2021 UO87
- 2021 UP87
- 2021 UQ87
- 2021 UR87
- 2021 US87
- 2021 UT87
- 2021 UU87
- 2021 UV87
- 2021 UW87
- 2021 UY87
- 2021 UZ87
- 2021 UA88
- 2021 UB88
- 2021 UC88
- 2021 UD88
- 2021 UE88
- 2021 UF88
- 2021 UG88
- 2021 UH88
- 2021 UJ88
- 2021 UK88
- 2021 UL88
- 2021 UM88
- 2021 UN88
- 2021 UO88
- 2021 UP88
- 2021 UQ88
- 2021 UR88
- 2021 US88
- 2021 UT88
- 2021 UU88
- 2021 UV88
- 2021 UW88
- 2021 UX88
- 2021 UY88
- 2021 UZ88
- 2021 UA89
- 2021 UB89
- 2021 UC89
- 2021 UD89
- 2021 UE89
- 2021 UF89
- 2021 UG89
- 2021 UH89
- 2021 UJ89
- 2021 UK89
- 2021 UL89
- 2021 UM89
- 2021 UN89
- 2021 UO89
- 2021 UP89
- 2021 UQ89
- 2021 UR89
- 2021 US89
- 2021 UT89
- 2021 UU89
- 2021 UV89
- 2021 UW89
- 2021 UX89
- 2021 UY89
- 2021 UA90
- 2021 UB90
- 2021 UC90
- 2021 UD90
- 2021 UE90
- 2021 UF90
- 2021 UH90
- 2021 UK90
- 2021 UL90
- 2021 UM90
- 2021 UN90
- 2021 UP90
- 2021 UQ90
- 2021 UR90
- 2021 US90
- 2021 UT90
- 2021 UU90
- 2021 UW90
- 2021 UY90
- 2021 UZ90
- 2021 UA91
- 2021 UC91
- 2021 UD91
- 2021 UE91
- 2021 UF91
- 2021 UG91
- 2021 UH91
- 2021 UJ91
- 2021 UK91
- 2021 UL91
- 2021 UM91
- 2021 UN91
- 2021 UO91
- 2021 UP91
- 2021 UQ91
- 2021 UR91
- 2021 US91
- 2021 UT91
- 2021 UU91
- 2021 UV91
- 2021 UW91
- 2021 UX91
- 2021 UY91
- 2021 UA92
- 2021 UB92
- 2021 UC92
- 2021 UD92
- 2021 UE92
- 2021 UG92
- 2021 UH92
- 2021 UJ92
- 2021 UK92
- 2021 UL92
- 2021 UM92
- 2021 UN92
- 2021 UO92
- 2021 UP92
- 2021 UQ92
- 2021 UR92
- 2021 US92
- 2021 UT92
- 2021 UU92
- 2021 UV92
- 2021 UW92
- 2021 UX92
- 2021 UY92
- 2021 UZ92
- 2021 UA93
- 2021 UB93
- 2021 UC93
- 2021 UD93
- 2021 UE93
- 2021 UF93
- 2021 UG93
- 2021 UH93
- 2021 UJ93
- 2021 UK93
- 2021 UL93
- 2021 UM93
- 2021 UO93
- 2021 UP93
- 2021 UQ93
- 2021 UR93
- 2021 US93
- 2021 UT93
- 2021 UU93
- 2021 UV93
- 2021 UW93
- 2021 UX93
- 2021 UY93
- 2021 UZ93
- 2021 UA94
- 2021 UB94
- 2021 UC94
- 2021 UD94
- 2021 UE94
- 2021 UF94
- 2021 UG94
- 2021 UH94
- 2021 UJ94
- 2021 UK94
- 2021 UL94
- 2021 UM94
- 2021 UN94
- 2021 UO94
- 2021 UP94
- 2021 UQ94
- 2021 UR94
- 2021 US94
- 2021 UT94
- 2021 UU94
- 2021 UV94
- 2021 UW94
- 2021 UX94
- 2021 UY94
- 2021 UZ94
- 2021 UA95
- 2021 UB95
- 2021 UC95
- 2021 UD95
- 2021 UE95
- 2021 UF95
- 2021 UG95
- 2021 UH95
- 2021 UJ95
- 2021 UK95
- 2021 UL95
- 2021 UM95
- 2021 UN95
- 2021 UO95
- 2021 UP95
- 2021 UQ95
- 2021 UR95
- 2021 US95
- 2021 UT95
- 2021 UU95
- 2021 UV95
- 2021 UW95
- 2021 UX95
- 2021 UY95
- 2021 UZ95
- 2021 UA96
- 2021 UB96
- 2021 UC96
- 2021 UD96
- 2021 UE96
- 2021 UF96
- 2021 UG96
- 2021 UH96
- 2021 UJ96
- 2021 UK96
- 2021 UL96
- 2021 UM96
- 2021 UN96
- 2021 UO96
- 2021 UP96
- 2021 UQ96
- 2021 UR96
- 2021 US96
- 2021 UT96
- 2021 UU96
- 2021 UV96
- 2021 UW96
- 2021 UX96
- 2021 UY96
- 2021 UZ96
- 2021 UA97
- 2021 UB97
- 2021 UC97
- 2021 UD97
- 2021 UE97
- 2021 UF97
- 2021 UG97
- 2021 UJ97
- 2021 UK97
- 2021 UL97
- 2021 UM97
- 2021 UN97
- 2021 UQ97
- 2021 UR97
- 2021 US97
- 2021 UT97
- 2021 UU97
- 2021 UV97
- 2021 UW97
- 2021 UX97
- 2021 UY97
- 2021 UZ97
- 2021 UA98
- 2021 UB98
- 2021 UC98
- 2021 UD98
- 2021 UE98
- 2021 UF98
- 2021 UG98
- 2021 UH98
- 2021 UJ98
- 2021 UK98
- 2021 UL98
- 2021 UM98
- 2021 UN98
- 2021 UO98
- 2021 UP98
- 2021 UQ98
- 2021 UR98
- 2021 US98
- 2021 UT98
- 2021 UU98
- 2021 UV98
- 2021 UW98
- 2021 UX98
- 2021 UY98
- 2021 UZ98
- 2021 UA99
- 2021 UB99
- 2021 UC99
- 2021 UD99
- 2021 UE99
- 2021 UF99
- 2021 UG99
- 2021 UH99
- 2021 UJ99
- 2021 UK99
- 2021 UL99
- 2021 UM99
- 2021 UN99
- 2021 UO99
- 2021 UP99
- 2021 UR99
- 2021 US99
- 2021 UT99
- 2021 UU99
- 2021 UV99
- 2021 UW99
- 2021 UX99
- 2021 UY99
- 2021 UZ99
- 2021 UA100
- 2021 UB100
- 2021 UC100
- 2021 UD100
- 2021 UE100
- 2021 UF100
- 2021 UG100
- 2021 UH100
- 2021 UJ100
- 2021 UK100
- 2021 UL100
- 2021 UM100
- 2021 UN100
- 2021 UO100
- 2021 UP100
- 2021 UQ100
- 2021 UR100
- 2021 US100
- 2021 UT100
- 2021 UU100
- 2021 UV100
- 2021 UW100
- 2021 UY100
- 2021 UZ100
- 2021 UA101
- 2021 UB101
- 2021 UC101
- 2021 UD101
- 2021 UE101
- 2021 UF101
- 2021 UG101
- 2021 UH101
- 2021 UJ101
- 2021 UL101
- 2021 UM101
- 2021 UN101
- 2021 UO101
- 2021 UP101
- 2021 UQ101
- 2021 UR101
- 2021 US101
- 2021 UT101
- 2021 UU101
- 2021 UV101
- 2021 UW101
- 2021 UX101
- 2021 UY101
- 2021 UZ101
- 2021 UA102
- 2021 UB102
- 2021 UC102
- 2021 UD102
- 2021 UE102
- 2021 UF102
- 2021 UG102
- 2021 UH102
- 2021 UJ102
- 2021 UK102
- 2021 UL102
- 2021 UM102
- 2021 UN102
- 2021 UO102
- 2021 UP102
- 2021 UQ102
- 2021 UR102
- 2021 US102
- 2021 UT102
- 2021 UU102
- 2021 UV102
- 2021 UW102
- 2021 UX102
- 2021 UY102
- 2021 UZ102
- 2021 UA103
- 2021 UB103
- 2021 UC103
- 2021 UD103
- 2021 UE103
- 2021 UG103
- 2021 UH103
- 2021 UJ103
- 2021 UK103
- 2021 UL103
- 2021 UM103
- 2021 UN103
- 2021 UO103
- 2021 UP103
- 2021 UQ103
- 2021 UR103
- 2021 US103
- 2021 UT103
- 2021 UU103
- 2021 UV103
- 2021 UW103
- 2021 UX103
- 2021 UY103
- 2021 UA104
- 2021 UB104
- 2021 UC104
- 2021 UD104
- 2021 UE104
- 2021 UF104
- 2021 UG104
- 2021 UH104
- 2021 UJ104
- 2021 UK104
- 2021 UL104
- 2021 UM104
- 2021 UN104
- 2021 UO104
- 2021 UP104
- 2021 UQ104
- 2021 UR104
- 2021 US104
- 2021 UT104
- 2021 UU104
- 2021 UV104
- 2021 UW104
- 2021 UX104
- 2021 UY104
- 2021 UZ104
- 2021 UA105
- 2021 UB105
- 2021 UC105
- 2021 UD105
- 2021 UE105
- 2021 UF105
- 2021 UG105
- 2021 UJ105
- 2021 UK105
- 2021 UL105
- 2021 UM105
- 2021 UN105
- 2021 UO105
- 2021 UP105
- 2021 UQ105
- 2021 UR105
- 2021 US105
- 2021 UU105
- 2021 UV105
- 2021 UW105
- 2021 UX105
- 2021 UY105
- 2021 UZ105
- 2021 UA106
- 2021 UB106
- 2021 UC106
- 2021 UD106
- 2021 UE106
- 2021 UF106
- 2021 UG106
- 2021 UJ106
- 2021 UK106
- 2021 UL106
- 2021 UM106
- 2021 UN106
- 2021 UO106
- 2021 UP106
- 2021 UQ106
- 2021 UR106
- 2021 US106
- 2021 UT106
- 2021 UU106
- 2021 UV106
- 2021 UW106
- 2021 UX106
- 2021 UZ106
- 2021 UA107
- 2021 UB107
- 2021 UC107
- 2021 UD107
- 2021 UE107
- 2021 UF107
- 2021 UG107
- 2021 UH107
- 2021 UJ107
- 2021 UL107
- 2021 UM107
- 2021 UN107
- 2021 UO107
- 2021 UP107
- 2021 UQ107
- 2021 UR107
- 2021 US107
- 2021 UT107
- 2021 UU107
- 2021 UV107
- 2021 UW107
- 2021 UX107
- 2021 UY107
- 2021 UA108
- 2021 UB108
- 2021 UC108
- 2021 UD108
- 2021 UE108
- 2021 UF108
- 2021 UG108
- 2021 UH108
- 2021 UJ108
- 2021 UK108
- 2021 UL108
- 2021 UM108
- 2021 UN108
- 2021 UO108
- 2021 UP108
- 2021 UQ108
- 2021 UR108
- 2021 US108
- 2021 UT108
- 2021 UU108
- 2021 UV108
- 2021 UW108
- 2021 UX108
- 2021 UY108
- 2021 UZ108
- 2021 UA109
- 2021 UB109
- 2021 UC109
- 2021 UD109
- 2021 UE109
- 2021 UF109
- 2021 UG109
- 2021 UH109
- 2021 UJ109
- 2021 UK109
- 2021 UL109
- 2021 UN109
- 2021 UO109
- 2021 UP109
- 2021 UQ109
- 2021 UR109
- 2021 US109
- 2021 UT109
- 2021 UU109
- 2021 UV109
- 2021 UW109
- 2021 UX109
- 2021 UY109
- 2021 UZ109
- 2021 UA110
- 2021 UB110
- 2021 UC110
- 2021 UD110
- 2021 UE110
- 2021 UF110
- 2021 UG110
- 2021 UH110
- 2021 UJ110
- 2021 UK110
- 2021 UL110
- 2021 UM110
- 2021 UN110
- 2021 UO110
- 2021 UP110
- 2021 UQ110
- 2021 UR110
- 2021 US110
- 2021 UT110
- 2021 UU110
- 2021 UV110
- 2021 UW110
- 2021 UX110
- 2021 UY110
- 2021 UZ110
- 2021 UA111
- 2021 UB111
- 2021 UC111
- 2021 UD111
- 2021 UE111
- 2021 UF111
- 2021 UG111
- 2021 UH111
- 2021 UJ111
- 2021 UK111
- 2021 UL111
- 2021 UM111
- 2021 UN111
- 2021 UO111
- 2021 UP111
- 2021 UQ111
- 2021 UR111
- 2021 US111
- 2021 UT111
- 2021 UU111
- 2021 UV111
- 2021 UW111
- 2021 UX111
- 2021 UY111
- 2021 UZ111
- 2021 UA112
- 2021 UB112
- 2021 UC112
- 2021 UD112
- 2021 UE112
- 2021 UF112
- 2021 UG112
- 2021 UH112
- 2021 UJ112
- 2021 UK112
- 2021 UL112
- 2021 UM112
- 2021 UN112
- 2021 UO112
- 2021 UP112
- 2021 UQ112
- 2021 UR112
- 2021 US112
- 2021 UT112
- 2021 UU112
- 2021 UV112
- 2021 UW112
- 2021 UX112
- 2021 UY112
- 2021 UZ112
- 2021 UA113
- 2021 UB113
- 2021 UC113
- 2021 UD113
- 2021 UE113
- 2021 UF113
- 2021 UG113
- 2021 UH113
- 2021 UJ113
- 2021 UK113
- 2021 UL113
- 2021 UM113
- 2021 UN113
- 2021 UO113
- 2021 UP113
- 2021 UQ113
- 2021 UR113
- 2021 US113
- 2021 UT113
- 2021 UU113
- 2021 UV113
- 2021 UW113
- 2021 UX113
- 2021 UY113
- 2021 UZ113
- 2021 UA114
- 2021 UB114
- 2021 UC114
- 2021 UD114
- 2021 UE114
- 2021 UF114
- 2021 UG114
- 2021 UH114
- 2021 UJ114
- 2021 UK114
- 2021 UL114
- 2021 UM114
- 2021 UN114
- 2021 UO114
- 2021 UP114
- 2021 UQ114
- 2021 UR114
- 2021 US114
- 2021 UT114
- 2021 UU114
- 2021 UV114
- 2021 UW114
- 2021 UX114
- 2021 UY114
- 2021 UZ114
- 2021 UA115
- 2021 UB115
- 2021 UC115
- 2021 UD115
- 2021 UE115
- 2021 UF115
- 2021 UG115
- 2021 UH115
- 2021 UJ115
- 2021 UK115
- 2021 UL115
- 2021 UM115
- 2021 UN115
- 2021 UO115
- 2021 UP115
- 2021 UQ115
- 2021 UR115
- 2021 US115
- 2021 UT115
- 2021 UU115
- 2021 UV115
- 2021 UW115
- 2021 UX115
- 2021 UY115
- 2021 UZ115
- 2021 UA116
- 2021 UB116
- 2021 UC116
- 2021 UD116
- 2021 UE116
- 2021 UF116
- 2021 UG116
- 2021 UH116
- 2021 UJ116
- 2021 UK116
- 2021 UL116
- 2021 UM116
- 2021 UN116
- 2021 UO116
- 2021 UP116
- 2021 UQ116
- 2021 UR116
- 2021 US116
- 2021 UT116
- 2021 UU116
- 2021 UV116
- 2021 UW116
- 2021 UX116
- 2021 UY116
- 2021 UZ116
- 2021 UA117
- 2021 UB117
- 2021 UC117
- 2021 UD117
- 2021 UE117
- 2021 UF117
- 2021 UG117
- 2021 UH117
- 2021 UJ117
- 2021 UK117
- 2021 UL117
- 2021 UM117
- 2021 UN117
- 2021 UO117
- 2021 UP117
- 2021 UQ117
- 2021 UR117
- 2021 US117
- 2021 UT117
- 2021 UU117
- 2021 UV117
- 2021 UW117
- 2021 UX117
- 2021 UY117
- 2021 UZ117
- 2021 UA118
- 2021 UB118
- 2021 UC118
- 2021 UD118
- 2021 UE118
- 2021 UF118
- 2021 UG118
- 2021 UH118
- 2021 UJ118
- 2021 UK118
- 2021 UL118
- 2021 UM118
- 2021 UN118
- 2021 UO118
- 2021 UP118
- 2021 UQ118
- 2021 UR118
- 2021 US118
- 2021 UT118
- 2021 UU118
- 2021 UV118
- 2021 UW118
- 2021 UY118
- 2021 UZ118
- 2021 UA119
- 2021 UB119
- 2021 UC119
- 2021 UD119
- 2021 UE119
- 2021 UF119
- 2021 UG119
- 2021 UH119
- 2021 UJ119
- 2021 UK119
- 2021 UL119
- 2021 UM119
- 2021 UN119
- 2021 UO119
- 2021 UP119
- 2021 UQ119
- 2021 UR119
- 2021 US119
- 2021 UT119
- 2021 UU119
- 2021 UV119
- 2021 UW119
- 2021 UX119
- 2021 UY119
- 2021 UZ119
- 2021 UA120
- 2021 UB120
- 2021 UC120
- 2021 UD120
- 2021 UE120
- 2021 UF120
- 2021 UG120
- 2021 UH120
- 2021 UK120
- 2021 UL120
- 2021 UM120
- 2021 UN120
- 2021 UO120
- 2021 UP120
- 2021 UQ120
- 2021 UR120
- 2021 US120
- 2021 UT120
- 2021 UU120
- 2021 UV120
- 2021 UW120
- 2021 UX120
- 2021 UY120
- 2021 UZ120
- 2021 UA121
- 2021 UB121
- 2021 UC121
- 2021 UD121
- 2021 UE121
- 2021 UF121
- 2021 UG121
- 2021 UH121
- 2021 UJ121
- 2021 UK121
- 2021 UL121
- 2021 UM121
- 2021 UO121
- 2021 UP121
- 2021 UQ121
- 2021 UR121
- 2021 US121
- 2021 UT121
- 2021 UU121
- 2021 UV121
- 2021 UW121
- 2021 UX121
- 2021 UY121
- 2021 UZ121
- 2021 UA122
- 2021 UD122
- 2021 UE122
- 2021 UF122
- 2021 UG122
- 2021 UH122
- 2021 UJ122
- 2021 UK122
- 2021 UL122
- 2021 UM122
- 2021 UN122
- 2021 UO122
- 2021 UP122
- 2021 UQ122
- 2021 UR122
- 2021 US122
- 2021 UT122
- 2021 UU122
- 2021 UV122
- 2021 UW122
- 2021 UX122
- 2021 UY122
- 2021 UZ122
- 2021 UA123
- 2021 UB123
- 2021 UC123
- 2021 UD123
- 2021 UE123
- 2021 UF123
- 2021 UG123
- 2021 UH123
- 2021 UJ123
- 2021 UK123
- 2021 UL123
- 2021 UM123
- 2021 UN123
- 2021 UO123
- 2021 UP123
- 2021 UQ123
- 2021 UR123
- 2021 US123
- 2021 UT123
- 2021 UU123
- 2021 UV123
- 2021 UW123
- 2021 UX123
- 2021 UY123
- 2021 UZ123
- 2021 UA124
- 2021 UB124
- 2021 UC124
- 2021 UD124
- 2021 UE124
- 2021 UF124
- 2021 UG124
- 2021 UH124
- 2021 UJ124
- 2021 UK124
- 2021 UL124
- 2021 UM124
- 2021 UN124
- 2021 UO124
- 2021 UP124
- 2021 UQ124
- 2021 UR124
- 2021 US124
- 2021 UT124
- 2021 UU124
- 2021 UV124
- 2021 UW124
- 2021 UX124
- 2021 UY124
- 2021 UZ124
- 2021 UA125
- 2021 UB125
- 2021 UC125
- 2021 UD125
- 2021 UE125
- 2021 UF125
- 2021 UG125
- 2021 UH125
- 2021 UJ125
- 2021 UK125
- 2021 UL125
- 2021 UM125
- 2021 UN125
- 2021 UO125
- 2021 UP125
- 2021 UQ125
- 2021 UR125
- 2021 US125
- 2021 UT125
- 2021 UU125
- 2021 UV125
- 2021 UW125
- 2021 UX125
- 2021 UY125
- 2021 UZ125
- 2021 UA126
- 2021 UB126
- 2021 UC126
- 2021 UD126
- 2021 UE126
- 2021 UF126
- 2021 UG126
- 2021 UH126
- 2021 UJ126
- 2021 UK126
- 2021 UL126
- 2021 UM126
- 2021 UN126
- 2021 UO126
- 2021 UP126
- 2021 UQ126
- 2021 UR126
- 2021 US126
- 2021 UT126
- 2021 UU126
- 2021 UW126
- 2021 UX126
- 2021 UY126
- 2021 UZ126
- 2021 UA127
- 2021 UB127
- 2021 UC127
- 2021 UD127
- 2021 UE127
- 2021 UF127
- 2021 UG127
- 2021 UH127
- 2021 UJ127
- 2021 UK127
- 2021 UL127
- 2021 UM127
- 2021 UN127
- 2021 UO127
- 2021 UP127
- 2021 UQ127
- 2021 UR127
- 2021 US127
- 2021 UT127
- 2021 UU127
- 2021 UV127
- 2021 UW127
- 2021 UX127
- 2021 UY127
- 2021 UZ127
- 2021 UA128
- 2021 UB128
- 2021 UC128
- 2021 UD128
- 2021 UE128
- 2021 UF128
- 2021 UG128
- 2021 UH128
- 2021 UJ128
- 2021 UK128
- 2021 UL128
- 2021 UM128
- 2021 UN128
- 2021 UO128
- 2021 UP128
- 2021 UQ128
- 2021 UR128
- 2021 US128
- 2021 UT128
- 2021 UU128
- 2021 UV128
- 2021 UW128
- 2021 UX128
- 2021 UY128
- 2021 UZ128
- 2021 UA129
- 2021 UB129
- 2021 UC129
- 2021 UD129
- 2021 UE129
- 2021 UF129
- 2021 UG129
- 2021 UH129
- 2021 UJ129
- 2021 UK129
- 2021 UL129
- 2021 UM129
- 2021 UN129
- 2021 UO129
- 2021 UP129
- 2021 UR129
- 2021 US129
- 2021 UT129
- 2021 UU129
- 2021 UV129
- 2021 UW129
- 2021 UX129
- 2021 UY129
- 2021 UZ129
- 2021 UA130
- 2021 UB130
- 2021 UC130
- 2021 UD130
- 2021 UE130
- 2021 UF130
- 2021 UG130
- 2021 UH130
- 2021 UJ130
- 2021 UK130
- 2021 UL130
- 2021 UM130
- 2021 UN130
- 2021 UO130
- 2021 UP130
- 2021 UQ130
- 2021 UR130
- 2021 US130
- 2021 UT130
- 2021 UU130
- 2021 UV130
- 2021 UW130
- 2021 UX130
- 2021 UY130
- 2021 UZ130
- 2021 UA131
- 2021 UB131
- 2021 UC131
- 2021 UD131
- 2021 UE131
- 2021 UF131
- 2021 UG131
- 2021 UH131
- 2021 UJ131
- 2021 UK131
- 2021 UL131
- 2021 UM131
- 2021 UN131
- 2021 UO131
- 2021 UP131
- 2021 UQ131
- 2021 UR131
- 2021 US131
- 2021 UT131
- 2021 UU131
- 2021 UV131
- 2021 UW131
- 2021 UX131
- 2021 UY131
- 2021 UZ131
- 2021 UA132
- 2021 UB132
- 2021 UC132
- 2021 UD132
- 2021 UE132
- 2021 UF132
- 2021 UG132
- 2021 UH132
- 2021 UJ132
- 2021 UK132
- 2021 UL132
- 2021 UM132
- 2021 UN132
- 2021 UO132
- 2021 UP132
- 2021 UQ132
- 2021 UR132
- 2021 US132
- 2021 UT132
- 2021 UU132
- 2021 UV132
- 2021 UW132
- 2021 UX132
- 2021 UY132
- 2021 UZ132
- 2021 UA133
- 2021 UB133
- 2021 UC133
- 2021 UD133
- 2021 UE133
- 2021 UF133
- 2021 UG133
- 2021 UH133
- 2021 UJ133
- 2021 UK133
- 2021 UL133
- 2021 UN133
- 2021 UO133
- 2021 UP133
- 2021 UQ133
- 2021 UR133
- 2021 US133
- 2021 UT133
- 2021 UU133
- 2021 UV133
- 2021 UW133
- 2021 UX133
- 2021 UY133
- 2021 UZ133
- 2021 UA134
- 2021 UB134
- 2021 UC134
- 2021 UD134
- 2021 UF134
- 2021 UG134
- 2021 UH134
- 2021 UJ134
- 2021 UK134
- 2021 UL134
- 2021 UM134
- 2021 UN134
- 2021 UO134
- 2021 UP134
- 2021 UQ134
- 2021 UR134
- 2021 UT134
- 2021 UU134
- 2021 UV134
- 2021 UX134
- 2021 UY134
- 2021 UZ134